# Saudi-Arabien
Saudi-Arabien (veraltet auch Saudisch-Arabien, arabisch المملكة العربية السعودية al-Mamlaka al-ʿarabīya as-saʿūdīya, Königreich Saudi-Arabien) ist eine absolute Monarchie in Vorderasien. Es liegt auf der Arabischen Halbinsel und grenzt an deren Anrainerstaaten (siehe Abschnitt „Landesgrenze“ unten), an das Rote Meer und den Persischen Golf. Das Land besteht in seinen heutigen Grenzen seit 1932. Hauptstadt und größte Stadt des Landes ist Riad, die zweitgrößte ist die Hafenstadt Dschidda.
Zwei der drei heiligsten Stätten des Islam, die Kaaba in Mekka und die Prophetenmoschee in Medina, liegen in Saudi-Arabien. Der Islam hanbalitischer Rechtsschule in der speziellen Ausprägung des Wahhabismus ist in Saudi-Arabien Staatsreligion. Das öffentliche Religionsbild im Land ist fundamentalistisch und es herrscht eine konservative Auslegung des islamischen Rechts. Saudi-Arabien stützt und finanziert die Verbreitung des islamistischen Neofundamentalismus. So wurden die Auffassungen der Terrororganisation Islamischer Staat stark durch die saudi-arabische Auslegung des Islam geprägt, deren besonders gewalttätige Fortsetzung sie sind.
1992 wurde der Absolutismus als Staatsform in der Grundordnung festgeschrieben. Bis heute wird das Land autoritär regiert, Meinungsfreiheit ist nicht gegeben. Täglich kommt es zu schwerwiegenden Menschenrechtsverletzungen in Saudi-Arabien; regelmäßig werden Strafen wie Amputation, Steinigung, Auspeitschung und die Todesstrafe vollzogen, letztere auch für Homosexualität (siehe auch: Homosexualität in Saudi-Arabien). Obwohl seit der Übernahme der Regierungsgeschäfte durch Mohammed bin Salman die gesellschaftlichen Restriktionen etwas reduziert wurden, liegt laut dem Global Gender Gap Report das Land immer noch auf einem der weltweit letzten Plätze bezüglich der Frauenrechte.
Durch seine Armee ist Saudi-Arabien die größte Militärmacht im Nahen Osten. Ihre Militärintervention im Jemen seit 2015 gilt als destabilisierend und mitursächlich für die dortige humanitäre Katastrophe. Trotz der vielfältigen Kritik an Innen- und Außenpolitik halten die meisten Regierungen der westlichen Welt ihre guten Beziehungen zu Saudi-Arabien aufrecht, da ihre Länder von dessen Öl abhängig sind. Saudi-Arabien ist durch seine Ölexporte eines der reichsten Länder der Welt; nach Bruttoinlandsprodukt pro Kopf (kaufkraftbereinigt) stand es 2021 weltweit auf Rang 29. Das Entwicklungsprogramm der Vereinten Nationen zählt Saudi-Arabien zu den Ländern mit sehr hoher menschlicher Entwicklung.

## Geographie
Die Arabische Halbinsel besteht größtenteils aus einem ausgedehnten Hochland. Im Westen bildet das Plateau einen steilen Randabbruch, der parallel zur Küste des Roten Meeres verläuft. Im Nordwesten gibt es praktisch keine Küstenebene. Die höchsten Gipfel liegen im Südwesten im Asir-Gebirge. Höchster Berg ist wohl der Dschabal Ferwaʿ mit 3002 Metern.
Östlich des Randabbruchs fällt das unwirtliche Hochland allmählich bis zu den flachen Wassern des Persischen Golfes ab, dessen Küste von Sümpfen und Salzflächen gesäumt ist. Das Hochland besteht überwiegend aus einer weiten Sandwüste und Landstrichen aus nacktem vulkanischem Gestein. Ein breites Wüstenband, „das Leere Viertel“ Rub al-Chali, erstreckt sich über den gesamten Süden des Landes.

### Landesgrenze
An Saudi-Arabien grenzen Jordanien (744 km gemeinsame Grenze), Irak (814 km), Kuwait (222 km), Katar (60 km), die Vereinigten Arabischen Emirate (457 km), Oman (676 km) und der Jemen (1458 km). Saudi-Arabien und der Inselstaat Bahrain sind durch den 26 km langen King Fahd Causeway über Brücken, Dämme und eine künstliche Insel miteinander verbunden.
Im Norden, Nordosten und Süden grenzt Saudi-Arabien an Nachbarländer, im Osten und Westen ist es vom Roten Meer und dem Persischen Golf begrenzt. Saudi-Arabien hat insgesamt 4431 Kilometer Landgrenze, der längste Abschnitt ist die Grenze zum Jemen.
Die Grenze zum Jemen wurde in den Jahren 2003 und 2004 durch Sperranlagen gesichert, was zu diplomatischen Verstimmungen zwischen beiden Staaten führte. Auch mit anderen Nachbarstaaten kam es zu Grenzkonflikten, so beispielsweise mit den Vereinigten Arabischen Emiraten (1974) und mit Kuwait (1975). Zwischen 1981 und 1983 wurde die Neutrale Zone zwischen Saudi-Arabien und dem Irak aufgeteilt, 1971 kam es bereits zur Aufteilung der zweiten Neutralen Zone nördlich von al-Hasa zwischen Saudi-Arabien und Kuwait.
Am Bau der Grenzanlagen und der Grenzsicherung ist EADS, jetzt Airbus Group, beteiligt. Für die Ausbildung des Personals wurden Polizeibeamte aus Deutschland ins Land geschickt.

### Klima und Geologie

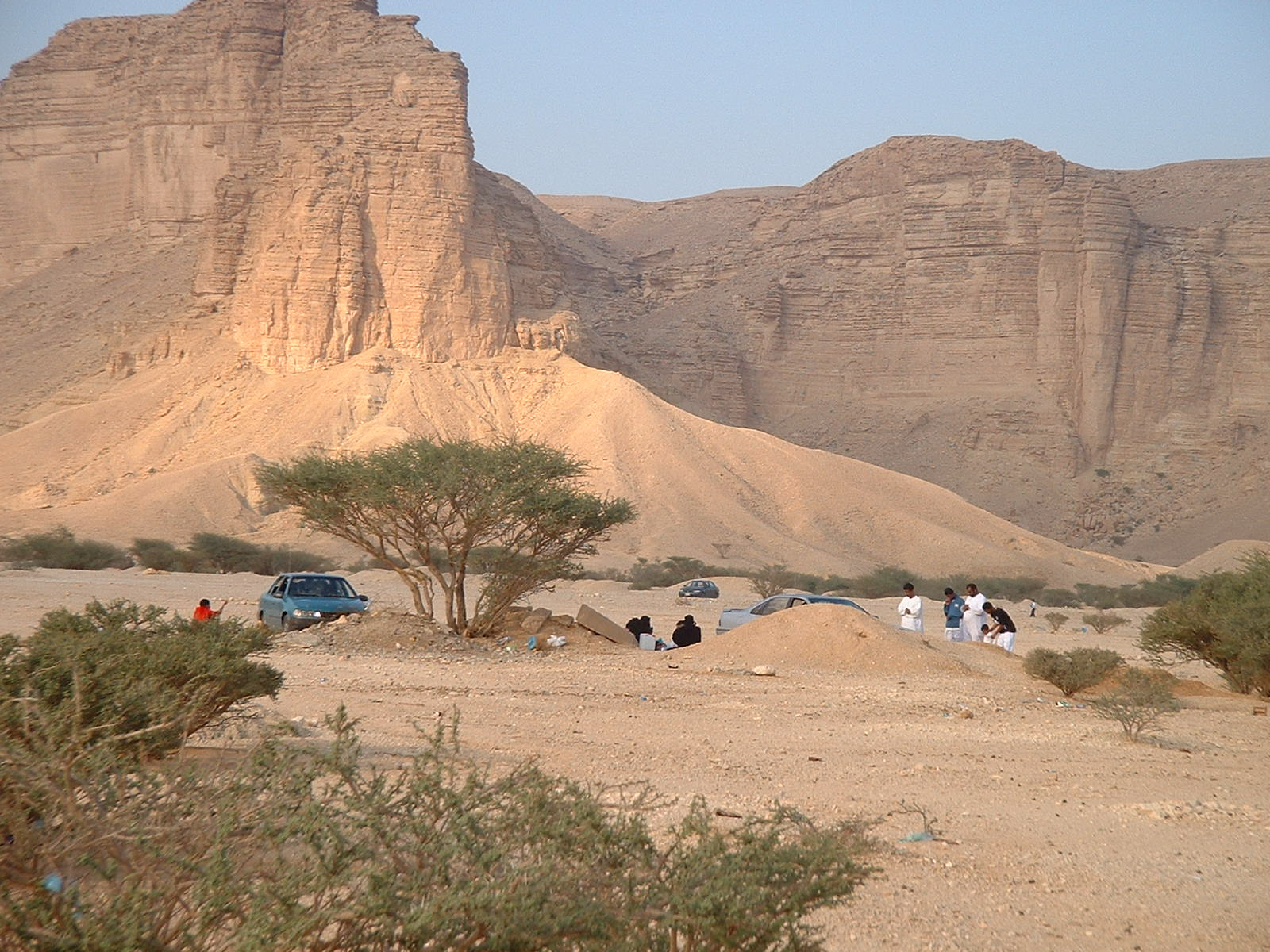
Einheimische Familie bei einem Picknick in der Wüste am Fuß des Dschebel Tuwaiq, die Männer beim Gebet

In Saudi-Arabien herrscht vorwiegend heißes und trockenes Klima. Das kontinentale Klima im Landesinneren weist zum Teil beträchtliche Temperaturunterschiede auf, vor allem zwischen Tag und Nacht. Im Sommer sind tagsüber Maximalwerte von 50 °C möglich, im Winter kann nachts der Gefrierpunkt unterschritten werden. Die durchschnittliche Jahrestemperatur liegt bei 28 °C. Der größte Teil der spärlichen Jahresniederschlagsmenge fällt zwischen Dezember und Februar. Die jährliche Niederschlagsmenge beträgt 59 mm (zum Vergleich in Deutschland: 700 mm).
Geologisch liegt Saudi-Arabien auf der Arabischen Platte, die sich nach Osten neigt. Im Westen ragt sie mit dem bloßgelegten präkambrischen Gestein des Arabischen Schildes, teilweise überdeckt von jüngerem Vulkangestein, steil aus der Tihama-Ebene am Roten Meer. Während die nördlichen Landschaften, wie die des Hedschas, eher eine Gebirgs- und Hügelkette entlang der Küste bilden, wird das südlicher gelegene Asir ähnlich dem Jemen durch den über weite Strecken mehr als 1000 Meter hohen Randabbruch geprägt. Von dieser küstenparallelen Kante fällt das Land sanft nach Osten ab. Von West nach Ost bilden zunächst die ausgedehnten Geröllwüsten, im Westen von vielen Lavafeldern (Harrat) oder Basaltgeröll überdeckt, die monotone Landschaft. Weiter nach Osten haben sich jüngere Schichten erhalten, die jeweils mit einer Steilkante beginnen die älteren Schichten zu überlagern. Die größte dieser Steilkanten sowohl in Höhe als auch Ausdehnung ist die Abbruchkante des Dschebel Tuwaiq (Tuwaiq Escarpment), dessen Schichten dem Jura entstammen und dem auf der Westseite unmittelbar ein Sandstreifen vorgelagert ist. Im zentralen Bereich tragen diese Sandstreifen Namen wie (von Norden nach Süden) Nafud as-Sirr, Nafud Qunaifidha und Nafud ad-Dahi. Auf der Ebene östlich des Tuwaiq befinden sich die Orte um die Brunnen von Chardsch und die Hauptstadt Riad, während weiter nördlich die Orte des Qasim westlich der nördlichen Tuwaiq-Ausläufer liegen, die schließlich unter den Sanden der Großen Nafud abtauchen. Diese Ebene, die einen großen Teil der Landschaft Nadschd ausmacht, wird wiederum im Osten durch einen Steilabbruch, dem Buwaib, dessen Schichten der Kreidezeit angehören, über weite Strecken begleitet. Auf dessen Ebene verläuft der Dahna-Sandstreifen, der die gesamte zentrale Landschaft nach Osten begrenzt. Dieser ist an einigen Stellen über 100 Kilometer breit und speist die Rub al-Chali im Süden mit Sand von der Großen Nafud-Wüste (an-Nafud al-Kabir) im Norden. Weiter nach Osten folgen weitere teilweise gestufte Ebenen, über die sich Geröllwüsten auf im Wesentlichen Kalksteingrund erstrecken. Im Osten nehmen dann ausgetrocknete ehemalige Seebecken und Salzflächen zu, bis man die Küste erreicht, die sich in geologischen Zeiträumen gemessen langsam aus dem Persischen Golf erhebt. Zusammen mit dem allmählichen Rückgang des Niederschlages seit einer kurzen Feuchtphase vor wenigen tausend Jahren – etwa zu Beginn des Neolithikums (Neolithisches Subpluvial) –, bedingt dies eine allmähliche Verlandung und Austrocknung entlang der Arabischen Küste des Persischen Golfs. Im Norden und Süden des Landes prägen die beiden großen Wüsten der Großen Nafud und des Rub al-Chali die Landschaft. Beide erreichen im Westen das Hochland des westlichen Randgebirges. Das zentrale Tuwaiq Escarpment umfasst wie ein gewaltiger nach Westen offener Bogen den Arabischen Schild, von dem er in der Regel durch die schmalen Sandfelder getrennt ist.

### Wasser
Saudi-Arabien besitzt Wadis, aber wenig Flüsse und einige kleine Seen.  Saudi-Arabien hatte einen Vorrat von 500 km³ an fossilem Wasser unter seinen Wüsten. In den letzten Jahrzehnten wurde dieser Vorrat angebohrt und als Trinkwasser für die von 4 Millionen auf fast 35 Millionen angestiegene Bevölkerung sowie für eine in der Wüste betriebene Landwirtschaft weitgehend aufgebraucht. Mit der Landwirtschaft sollte die Abhängigkeit des Landes von Nahrungsmittelimporten verringert werden. Durch die kaum vorhandenen Niederschläge kann eine Grundwasserneubildung jedoch nicht oder nur in sehr geringem Umfang erfolgen. Die Landwirtschaft verbrauchte 2020 rund zwei Drittel des genutzten Wassers, 80 Prozent davon stammen aus fossilen Wasserquellen. Zuvor wurde die Landwirtschaft in der Wüste erheblich eingeschränkt. 2018 trat ein Anbauverbot für wasserintensive grüne Futterpflanzen in Kraft, worauf sich der Wasserverbrauch in der Landwirtschaft bis 2020 nahezu halbierte, von 21,2 Mrd. m³ auf 10,7 Mrd. m³. Man bemüht sich, den Anstieg des kommunalen Verbrauchs zu bremsen, unter anderem durch Sanierung der häufig undichten Leitungen und Ausbau der Abwasserbehandlungsanlagen.
2018 kamen rund 50 % des Trinkwassers aus den Meerwasserentsalzungsanlagen, die überwiegend von der staatlichen Saline Water Conversion Corporation (SWCC) betrieben werden, 40 % aus den nicht erneuerbaren fossilen Wasservorräten und 10 % aus Oberflächenwasser der gebirgigen Landesteile.
Seit den 1980er Jahren wurden 302 Wehre und Talsperren mit einem Stauvolumen von insgesamt 1,4 Mrd. m³ gebaut, überwiegend im gebirgigen Südwesten des Landes. Davon dienen 275 der Wiederauffüllung des Grundwassers, 25 als Trinkwasserreservoirs und 2 für die Landwirtschaft. Weitere Talsperren, auch mit privater Beteiligung, sind geplant.

### Flora und Fauna
In den meisten Teilen des Landes ist die Vegetation auf niedrige Gräser und kleine Sträucher beschränkt. In verstreuten Oasen wachsen Dattelpalmen. Die arabische Oryxantilope war charakteristisch für die Wüsten der Arabischen Halbinsel. Die Tiere wurden allerdings bis 1972 durch die Jagd ausgerottet. Heute leben sie aufgrund von Auswilderungsprogrammen wieder in geringer Zahl in ihren ursprünglichen Lebensräumen. Eine Population lebt im Westteil Saudi-Arabiens, in einem riesigen, eingezäunten Wildreservat, dem Mahazat-as-Sayd-Schutzgebiet. Zur heimischen Fauna Saudi-Arabiens zählen auch verschiedene Gazellen, Arabische Wölfe und Nubische Steinböcke. Mantelpaviane leben im Asir-Nationalpark in den Bergen im Südwesten des Landes. Einige Großtiere Arabiens, wie der Gepard und der Strauß sind heute ausgestorben, andere wie der Leopard sehr selten geworden. Auch einige Vogelarten sind vom Aussterben bedroht.
Verbreitet sind Wildkatzen, in der Wüste lebende Flughühner, höhlenbauende Nagetiere und Wüstenratten sowie diverse Reptilien und Insekten. Die in Syrien vor wenigen Jahren wiederentdeckten Waldrappen ziehen auch nach Saudi-Arabien. Der Halsbandsittich ist als Neozoon in vielen Siedlungen zu finden. In den Küstengewässern des Roten Meeres gibt es besonders in den Korallenriffen viele Meerestiere.

### Sehenswürdigkeiten
Mada'in Salih, nahe der Provinzstadt al-Ula auf halbem Weg zwischen Medina und Ha'il im Norden des Landes, ist die bei weitem bekannteste antike Stätte des Landes. Es handelt sich hierbei um eine ca. 2000 Jahre alte Felsengräberstätte. Bemerkenswert daran sind die aufgrund der trockenen Witterung gut erhaltenen Felsinschriften auf Aramäisch und Thamūdisch. Sehr außergewöhnlich sind die in dieser Gegend besonders zahlreichen – aufgrund von Witterung entstandenen – Felsformationen, die dem Betrachter wie Abbildungen von Tier- und Menschengestalten erscheinen. Weitere Sehenswürdigkeiten sind die Wolkenkratzer Kingdom Centre und Al Faisaliyah Center in Riad, die Altstadt von Dschidda, die heiligen Stätten des Islams oder das Ruinenviertel von Diriyya, das vom Osmanisch-Saudischen Krieg zeugt.
Dschabal al-Qara ist eine Sandsteinformation in der Provinz al-Hasa. Sie befindet sich westlich der Stadt Hofuf und ist eine pittoreske, ca. zwei Kilometer lange und 1,2 Kilometer breite Formation.

### Städte

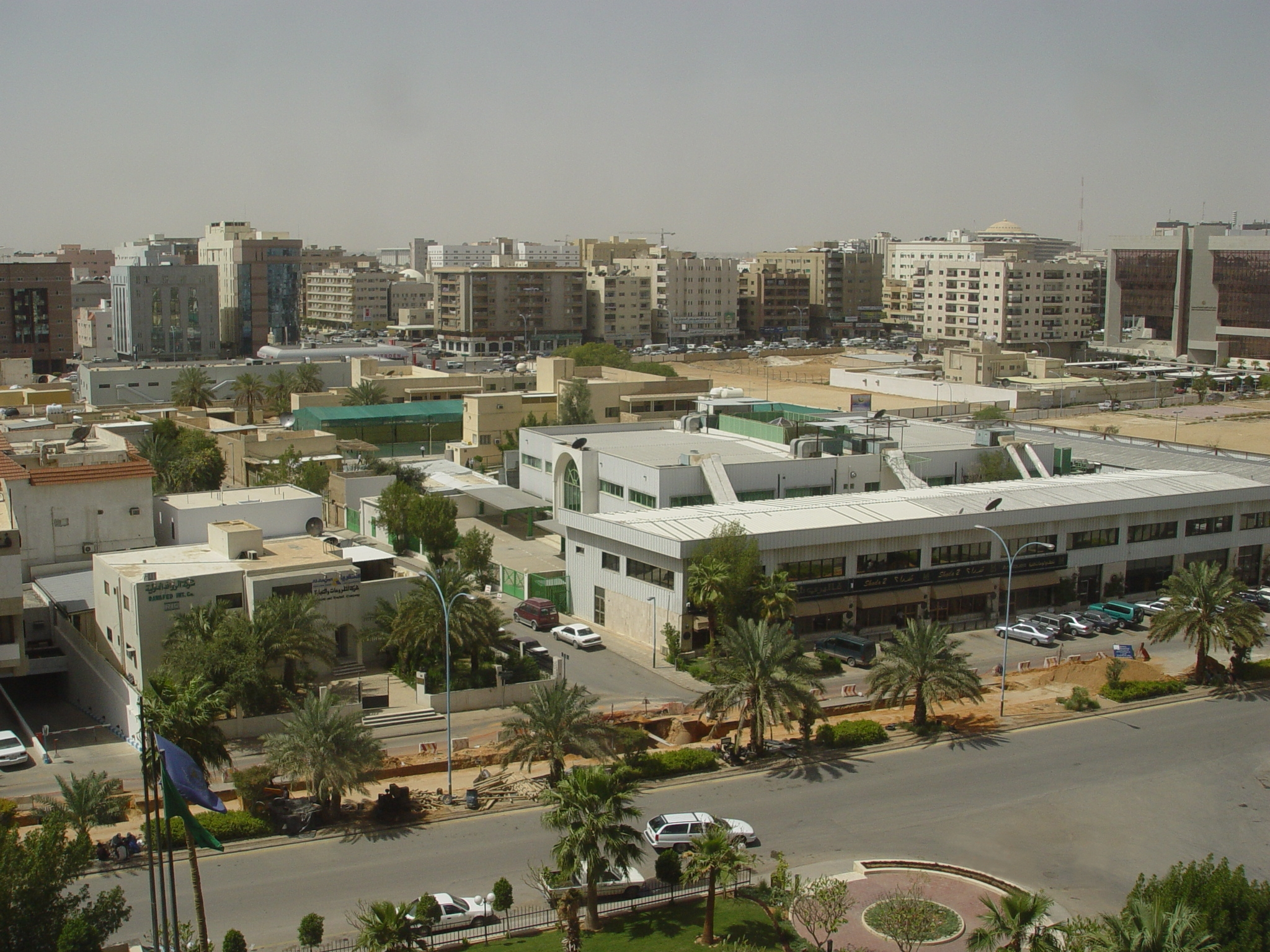
Stadtviertel in Riad

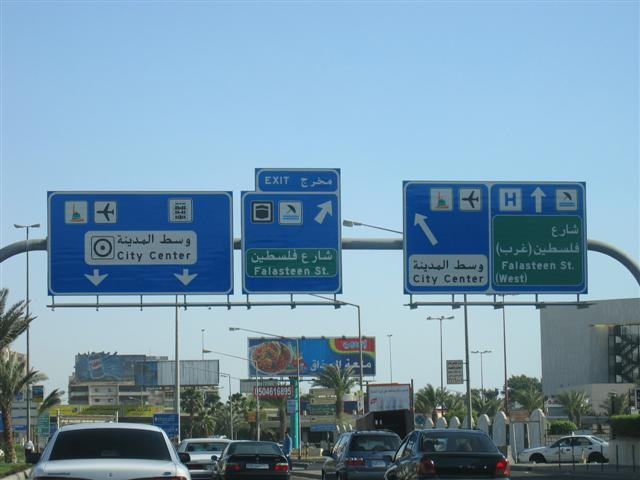
Straße nach Medina in Dschidda

Die größten Städte Saudi-Arabiens sind Riad, Dschidda, Mekka, Medina, Dammam, Hofuf und Ta'if. Die ersten vier sind Millionenstädte. Mekka ist für Nicht-Muslime gesperrt. Medina ist seit 2021 – mit Ausnahme der Prophetenmoschee – für alle Menschen zugänglich. Saudi-Arabien verfügt als weltweit größter Rohölexporteur über eine florierende Wirtschaftsentwicklung und eine in allen Belangen ausgezeichnete Infrastruktur: Angefangen von einer komplett freien medizinischen Versorgung bis hin zur Verbindung aller wichtigen Städte über ein autobahnähnliches Straßennetz.

#### Riad
Die größte Stadt Saudi-Arabiens ist die Hauptstadt Riad mit rund 4,1 Millionen Einwohnern. Sie liegt ca. 150 Kilometer nördlich des nördlichen Wendekreises zwischen den beiden größten Wüsten des Landes, relativ zentral im östlichen Teil der Landesmitte. Riad ist seit der Unabhängigkeit Saudi-Arabiens im Jahre 1932 Hauptstadt. Historisch ist Riad ein sehr wichtiger Durchreiseort des arabischen Raums, der Pilgerwege nach Mekka und Medina, der wichtigsten Pilgerstätten des Islams. In Riad befindet sich seit 1824 der Hauptpalast des Königshauses Saud. Riad, manchmal im Deutschen auch Er-Riad geschrieben, war ursprünglich eine Oase, die sich nach und nach zur Metropole entwickelte, besonders nach dem Ölboom in der Mitte des 20. Jahrhunderts.

#### Dschidda
Die zweitgrößte Stadt ist Dschidda am Roten Meer. Dschidda hat 3,7 Millionen Einwohner (Stand 2022) und ist der wichtigste Exporthafen für Erdölprodukte und Vieh (Ziegen, Schafe und Kamele). Die Stadt ist ca. 300 Jahre alt und hat seit 1947 eine gigantische Entwicklung durchlebt: Damals hatte sie ca. 30.000 Einwohner und war auf eine kleine Fläche innerhalb ihrer Stadtmauern begrenzt. Heute kann man die Ausmaße der Stadt am besten an ihrer Prachtstraße „Corniche“ festmachen, die, von Hotels und Palästen gesäumt, 60 km an der Küste des Roten Meeres entlangführt. Die Stadt liegt eingebettet zwischen dem Meer und dem Asir-Gebirge.

#### Mekka
Als Nächstes ist Mekka zu nennen, die wichtigste Stadt des Islams. Im Zentrum der Stadt befindet sich das wichtigste Heiligtum des Islams, die Kaaba, das wichtigste Ziel der islamischen Pilgerreisen (Haddsch). In Mekka leben rund 1,5 Millionen Menschen. Zur Zeit des Haddsch halten sich mehrere Millionen Pilger in der Stadt auf. Die Anreise erfolgt allermeist über den Hafen und den Flughafen von Dschidda und dann noch gut 100 km weit auf dem Landweg. Sie werden zum großen Teil in Zeltstädten untergebracht und von der saudischen Regierung mit Essen und Trinken versorgt.
Mekka hat historisch eine große Bedeutung als Handelsstadt und Knotenpunkt vieler Karawanenrouten aus Asien und Afrika nach Europa. Alle Muslime weltweit beten in Richtung Mekka/der Kaaba. Mekka befindet sich im Landesinneren ungefähr 200 Kilometer südlich des nördlichen Wendekreises im mittleren Westen des Landes. Wegen ihrer besonderen religiösen Bedeutung wechselte die Herrschaft über die Stadt in der Geschichte oft, je nachdem welche muslimische Macht gerade den größten Einfluss hatte.

#### Medina
Medina hat rund 1,75 Millionen Einwohner und ist die zweitheiligste Stadt der Muslime. Sie liegt in der Mitte des Landes, westlich von Riad. In Medina begann 622 die islamische Zeitrechnung, als der Prophet Mohammed von Mekka in die Oase Yathrib, das heutige Medina, zog (Hidschra). Mohammed ist in Medina begraben, was die Stadt zu einem wichtigen Pilgerort macht. Medina war eine bedeutende Karawanenstadt und ein wichtiges Handelszentrum, das 1932 von den Truppen des saudischen Königs gegen die Armee der Haschimiten erobert und dem Königreich einverleibt wurde.
Nicht-Muslimen ist das Betreten der heiligen Stadt Mekka verboten. Medina darf seit 2023 von Nicht-Muslimen betreten werden, mit Ausnahme des unmittelbaren Bereichs um die Prophetenmoschee.

## Bevölkerung
Ein Einwohner Saudi-Arabiens wird als Saudi oder als Saudi-Araber bezeichnet.

### Demografie
Saudi-Arabien hatte 2023 36,9 Millionen Einwohner. Das jährliche Bevölkerungswachstum betrug + 1,5 %. Zum Bevölkerungswachstum trug ein Geburtenüberschuss (Geburtenziffer: 16,9 pro 1000 Einwohner vs. Sterbeziffer: 2,8 pro 1000 Einwohner) bei. Die Anzahl der Geburten pro Frau lag 2022 statistisch bei 2,4, die der Region Naher Osten und Nordafrika betrug 2,6. Die Lebenserwartung der Einwohner Saudi-Arabiens ab der Geburt lag 2022 bei 77,9 Jahren. Der Median des Alters der Bevölkerung lag im Jahr 2021 bei 29,8 Jahren. Im Jahr 2023 waren 25,6 Prozent der Bevölkerung unter 15 Jahre, während der Anteil der über 64-Jährigen 3,1 Prozent der Bevölkerung betrug.

### Bevölkerungsstruktur
Die ursprünglichen Einwohner waren fast ausschließlich Araber. Heute sind 90 % der Bevölkerung arabischer Abstammung, entweder einheimische Saudis oder Menschen aus dem arabischen Raum, vornehmlich Ägypter, Jordanier, Palästinenser, Syrer und Libanesen. Die restlichen 10 % sind zum größten Teil afrikanischer oder asiatischer Abstammung. Nicht-arabischstämmige Ausländer sind meist als Gastarbeiter tätig. Bei Arbeitsmigranten in Saudi-Arabien kommt das Kafala-System zum Tragen. Das Land wird von etwa 400 Stämmen bewohnt, über ein Zehntel der Einwohner sind Nomaden oder Halbnomaden. Die staatliche Sozialversicherung GOSI steht nur Staatsangehörigen kostenlos zu. 
Die Bevölkerung Saudi-Arabiens lebt hauptsächlich in den Städten und einigen wenigen Oasen. Saudi-Arabien hat eine Bevölkerungsdichte von zwölf Einwohnern pro km². Im Jahr 2023 lebten 85 Prozent der Einwohner Saudi-Arabiens in Städten.

### Gastarbeiter
In Saudi-Arabien sind knapp 11 Millionen Gastarbeiter beschäftigt. Sie kommen zumeist aus dem asiatischen Raum – Indien, Pakistan, Bangladesch, Sri Lanka, Malediven, Malaysia, den Philippinen, Indonesien, Brunei, Iran, Zentralasien –, dem afrikanischen Raum – Sudan, Äthiopien, Eritrea, Dschibuti, Somalia, Kenia, den Komoren, Tschad, Mauretanien, Europa, Nordamerika und anderen Regionen. Gastarbeiter aus westlichen Ländern leben meist in Compounds. Dabei handelt es sich um hermetisch abgeriegelte und bewachte Siedlungen. Diese Compounds haben eine autonome Infrastruktur mit Geschäften, Schwimmbädern, Sportanlagen und dergleichen. Eine „westliche“ Lebensweise in diesen Compounds wird geduldet. Im Mai 2004 wurden bei einem Terrorangriff auf einen Compound 19 Ausländer getötet. Auch die US-Soldaten der United States Military Training Mission (USMTM) in Saudi-Arabien, welche die Streitkräfte des Landes ausbilden, leben in solchen Compounds. Hauptsitz der USMTM ist in Taif; daneben gibt es noch verschiedene Außenstellen.
Die Gastarbeiter arbeiten vor allem in Bereichen, in denen Saudis nicht arbeiten wollen oder nicht über die notwendigen Qualifikationen verfügen. Etwa 67 % der fünf Millionen werktätigen Saudis arbeiten im öffentlichen Dienst. Eine Quotenregelung („Saudisation“) soll im Jahr 2016 helfen, den Anteil Einheimischer im Privatsektor zu erhöhen, so wird zum Beispiel für die Bauwirtschaft eine Quote von fünf bis sieben Prozent, im Einzelhandel 10–25 % angestrebt.
Trotz Reformen blieb das Kafala-System größtenteils intakt. Hausangestellte können häufig ohne Konsequenzen missbraucht werden. Wenn Hausangestellte versuchen, zu fliehen, können sie für die Verletzung ihres Arbeitsvertrags verurteilt werden. Todesfälle kommen häufig vor. So starben zwischen 2020 und 2021 laut dem kenianischen Außenministerium 89 kenianische Hausangestellte, zum Großteil Frauen, unter verdächtigen Umständen. Diese Todesfälle wurden von den saudischen Behörden als „nicht-arbeitsbezogen“ eingestuft und nicht weiter untersucht. Hausangestellte werden teilweise als vermisst gemeldet, um ihnen kein Gehalt zahlen zu müssen, und dazu gezwungen, ohne Bezahlung weiterzuarbeiten.
| Rang | Land        | Anzahl an Migranten |
| ---- | ----------- | ------------------- |
| 01   | Indien      | 1.894.000           |
| 02   | Indonesien  | 1.294.000           |
| 03   | Pakistan    | 1.123.000           |
| 04   | Bangladesch | 0.967.000           |
| 05   | Ägypten     | 0.728.000           |
| 06   | Syrien      | 0.623.000           |
| 07   | Jemen       | 0.528.000           |
| 08   | Philippinen | 0.488.000           |
| 09   | Sri Lanka   | 0.400.000           |
| 10   | Nepal       | 0.381.000           |

### Sprache
Hocharabisch ist Amtssprache, Englisch gilt als Sprache des Handels; außerdem gibt es einige arabische Dialekte, die auf mündlichen Gebrauch beschränkt sind, beispielsweise das jemenitische Arabisch im Südwesten.

### Religion

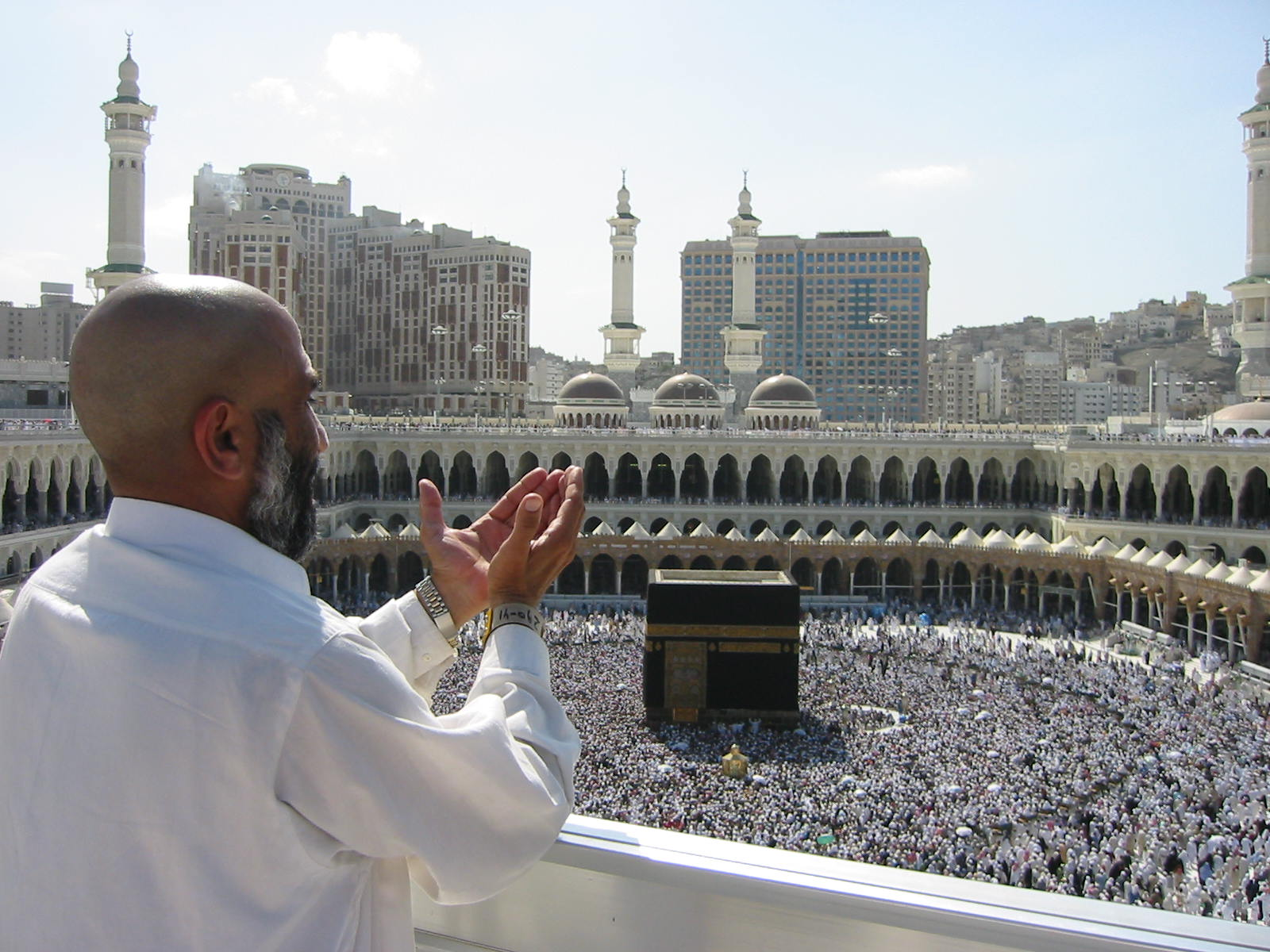
Pilgerströme in Mekka

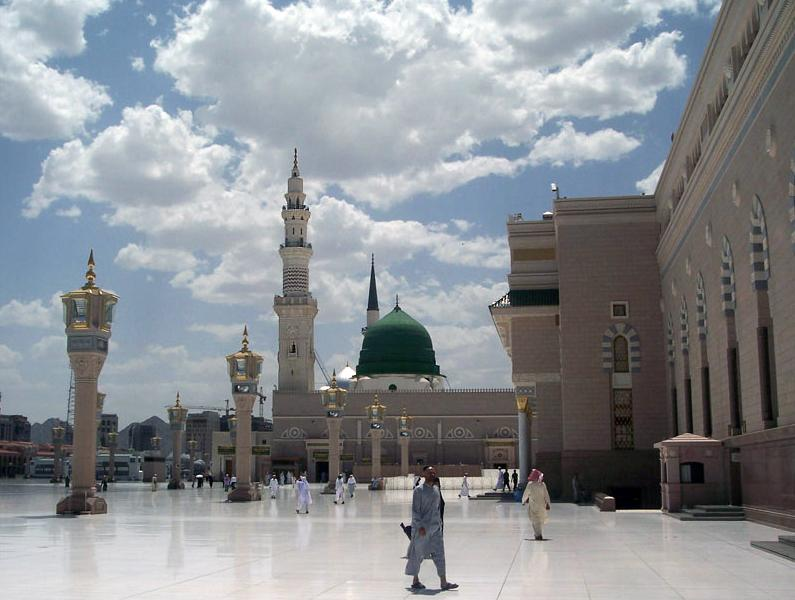
Die Prophetenmoschee (al-Masdschid an-nabawi) in Medina

Die Haupt- und Staatsreligion ist der hanbalitische Islam in seiner wahhabitischen Prägung, dem 73 % der Bevölkerung, vor allem im Nadschd und im Norden, angehören.
Andere Sunniten stellen 12 % der Bevölkerung, Schiiten etwa 10 bis 15 %. Die Schiiten leben vor allem im Osten des Landes, ismailitische Schiiten in der südlichen Provinz Nadschran. Seit Ibn Saud im Jahre 1913 die östliche Provinz al-Hasa eroberte, mussten die Schiiten darauf achten, durch ihre Art der religiösen Praxis die Sunniten nicht zu „belästigen“. Im Laufe der letzten Jahrzehnte, vor allem seit 2009, verschärften sich die Spannungen zwischen der sunnitischen Mehrheit und der schiitischen Minderheit. Da sich das saudische Herrscherhaus als Wächter des reinen (sunnitischen) Islam versteht, toleriert die Regierung antischiitische Propaganda. Zahlreiche saudisch-sunnitische Theologen verurteilen in ihren Schriften schiitische Glaubensüberzeugungen und -praktiken; einige – wie Nasir al-Umar (Die Lage der Leugner in den Ländern des Monotheismus, 1993) – gehen sogar so weit, die Schiiten als „Leugner“ zu bezeichnen und ihnen das Muslim-Sein abzusprechen.
Im Jahre 2012 bezeichneten sich bei einer Umfrage von Gallup 19 % der befragten Saudi-Araber als „nicht religiös“ und weitere 5 % als „überzeugte Atheisten“.
Die beiden heiligsten Stätten des Islams, die Kaaba in Mekka und die Ruhestätte des Propheten Mohammed in Medina, liegen in Saudi-Arabien, so dass das Land jährlich das Ziel von mehreren Millionen Pilgern ist, vor allem während des Haddsch. Diebstahl während des Haddsch kann mit Zwangsamputation einer Hand oder mit dem Tode bestraft werden. Auch die heilige Zamzam-Wasserquelle, das Tal Minā und der Berg ʿArafāt, auf dem der Prophet Mohammed seine letzte Predigt abhielt, befinden sich in Saudi-Arabien.
Der Einfluss der Geistlichen im Lande ist sehr groß und hat in den letzten Jahren weiter zugenommen. Die dem Islam widersprechende Lebensweise einer Reihe von Mitgliedern des saudischen Königshauses polarisiert die Gesellschaft. Kommentatoren halten daher eines Tages einen religiös motivierten Staatsstreich durch fundamentalistische Geistliche für denkbar.
Geistliche in Saudi-Arabien tragen den Titel „Scheich“ bzw. „Alim“. Der Mufti bzw. Großmufti ist der oberste geistige Gelehrte Saudi-Arabiens. Der gegenwärtige Mufti, Scheich ʿAbd al-ʿAzīz Āl asch-Schaich, hat im Jahre 2005 auf der Pilgerfahrt gegen den Terrorismus gepredigt und dessen Taten als „Angriff und Verrufung des Islams“ bezeichnet. Bekannte Gelehrte Saudi-Arabiens waren Abd al-Aziz ibn Baz und Muhammad ibn al-Uthaymin.

### Bildung

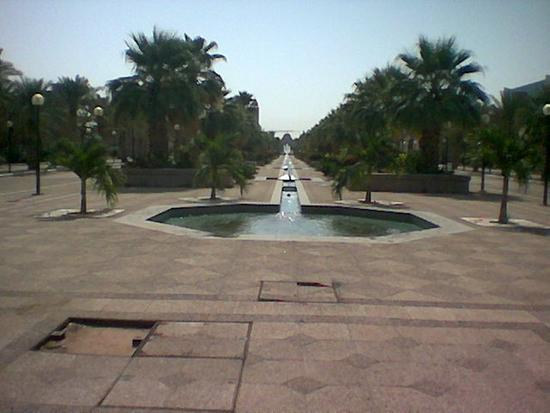
Hof der König-Abdulaziz-Universität in Dschidda

Der Alphabetisierungsgrad der saudi-arabischen Bevölkerung ist mit insgesamt 94,7 % über dem Weltdurchschnittsniveau. Dabei sind 91,1 % der saudi-arabischen Frauen des Lesens und Schreibens mächtig, die Männer haben eine Alphabetisierungsrate von 97,0 % (Stand 2015).

#### Schulen
Es besteht eine neunjährige Schulpflicht für beide Geschlechter. Von der Grundschule bis zum Hochschulabschluss übernimmt der Staat die Ausbildungskosten. Die Einschulungsquote liegt bei 91 %. In Saudi-Arabien stieg die mittlere Schulbesuchsdauer über 25-Jähriger von 5,7 Jahren im Jahr 1990 auf 9,6 Jahre im Jahr 2015 an. Die Bildungserwartung der aktuellen Generation beträgt bereits 16,1 Jahre. Es gibt acht Universitäten und 65 Colleges, unter anderem in Hofuf, Zahran, Dschidda, Medina und Riad. 17 Colleges sind den Frauen vorbehalten. Wie in der ganzen Gesellschaft herrscht Geschlechtertrennung: Bildungseinrichtungen sind entweder nur für Männer oder nur für Frauen. Vorlesungen von männlichen Dozenten verfolgen die Schülerinnen an einem Bildschirm.

#### Frauenanteil und Geschlechtertrennung
Frauen stellen inzwischen den größten Teil des Lehrpersonals an Schulen und Universitäten. So sind 60 % aller saudischen Professuren mit Frauen besetzt. Unter den Lehrern sind 56 % weiblich. Während in der Vergangenheit viele Lehrer aus dem Ausland kamen, sind es nun aufgrund einer ausgeprägten Nationalisierungspolitik meist Saudis; sie gelten als weniger gut qualifiziert.
Die Geschlechtertrennung in Schulen ist gleichzeitig die Grundbedingung der sexuellen Aufklärung im Schulunterricht; seit Kurzem werden ebenfalls Themen unterrichtet, die den sozialen Kontakt und Umgang mit dem anderen Geschlecht erläutern. Man erhofft sich dadurch zusätzlich die Senkung der Scheidungsrate.

#### Wissenschaft und Hochschulbildung
Saudi-Arabien verfügt über ein großes Bildungsangebot in Bezug auf die islamische Religion. Neben den islamischen Wissenschaften liegt ein weiterer Schwerpunkt im Bereich der technischen Wissenschaften. Im Bereich Erdöl und dessen Verarbeitung verfügt das Königreich über renommierte Bildungseinrichtungen.
Die Unterrichtssprache an den Universitäten des Landes ist in der Regel Englisch. Die meiststudierten Sprachen sind Englisch, Deutsch, Französisch und Japanisch.
Als nützlichen Baustein einer auf Toleranz und moderne Inhalte ausgerichteten Lehre sieht man dabei auch das Studium im Ausland an, für das jedes Jahr Tausende Regierungsstipendien vergeben werden, der Staat stellt für die Bildung seit einiger Zeit den zweitgrößten (nach dem Militärischen) Einzelbetrag seines Staatshaushalts zur Verfügung.
Die Regierung ließ zur Förderung des wissenschaftlichen Austauschs eine 36 Quadratkilometer große Insel der freien Forschung errichten, auf ihr wurde die King Abdullah University of Science and Technology (KAUST), eine Eliteuniversität, errichtet. Die Kosten hierfür betragen 12,5 Milliarden US-Dollar. Auf dem Campus sollen 2000 Studenten und 600 Fakultätsmitglieder aus aller Welt arbeiten, mit bester technologischer Ausrüstung ausgestattet sein und international vernetzt Spitzenforschung betreiben. Es ist eine Kooperation mit zahlreichen westlichen und asiatischen Staaten geplant. Mit Israel wurde sie ausgeschlossen, da das Königreich den Staat Israel nicht anerkennt, es keine diplomatischen Beziehungen gibt und daher kein Visum für israelische Staatsbürger ausgestellt werden kann. Frauen und Männer studieren gemeinsam, Frauen ist ebenfalls das Autofahren auf der Insel erlaubt.

#### Religionsunterricht
Ihre „Grundbildung“ erhalten saudische Kinder in Koranschulen, die es in jedem kleinen Dorf gibt. Jungen und Mädchen werden gleichermaßen unterrichtet. Etwas über die Hälfte der Universitätsabsolventen sind weiblich. Interne Studien haben ergeben, dass die weiblichen Absolventen besser abschneiden als die männlichen.
Auch in den neuen, 2007 auf Druck der Vereinigten Staaten, reformierten Schulbüchern wird zwar nicht mehr gegen den schiitischen Zweig des Islams gehetzt, wohl aber gegen Christen, Juden und nichtmuslimische Religionen.

### Gesundheit
Die Gesundheitsausgaben des Landes betrugen im Jahr 2021 6,0 % des Bruttoinlandsprodukts. Im Jahr 2020 praktizierten in Saudi-Arabien 26,5 Ärztinnen und Ärzte je 10.000 Einwohner. Die Sterblichkeit bei unter 5-jährigen betrug 2022 6,4 pro 1000 Lebendgeburten. Die Lebenserwartung der Einwohner Saudi-Arabiens ab der Geburt lag 2022 bei 77,9 Jahren (Frauen: 79,5, Männer: 76,7). Die Lebenserwartung stieg von 72,5 Jahren im Jahr 2000 bis 2022 um 7 %.
Die Ansteckung durch HIV ist aufgrund der extrem strengen Sexvorschriften, der Sittenwächter und der Prüderie sehr gering. Ein zunehmendes Gesundheitsproblem ist weitverbreitetes Übergewicht. 2016 waren 69,7 % der erwachsenen Bevölkerung übergewichtig und 35,4 % waren adipös. Beides zählt zu den höchsten Raten der Welt.

## Geschichte
Seit Beginn der historischen Überlieferung war die Arabische Halbinsel von Semiten bewohnt. Wegen des rauen Wüstenklimas war das Nomadentum die vorherrschende Wirtschaftsform. Immer wieder stießen Akkader, Amoriter und Aramäer aus der Wüste in die fruchtbaren Gebiete Mesopotamiens und Syriens vor. Die größte dieser Bewegungen entstand im 7. Jahrhundert mit der Verbreitung des Islams durch Mohammed. Innerhalb weniger Jahrzehnte eroberten Muslime ein Reich, das sich von Spanien bis Indien erstreckte.
Durch die Verlagerung des Reichszentrums verlor Arabien bald wieder seine politische Bedeutung. Die heiligen Stätten Mekka und Medina im Hedschas (oder Hidschāz) wurden jährlich von muslimischen Pilgern besucht.

### Entstehung des Landes

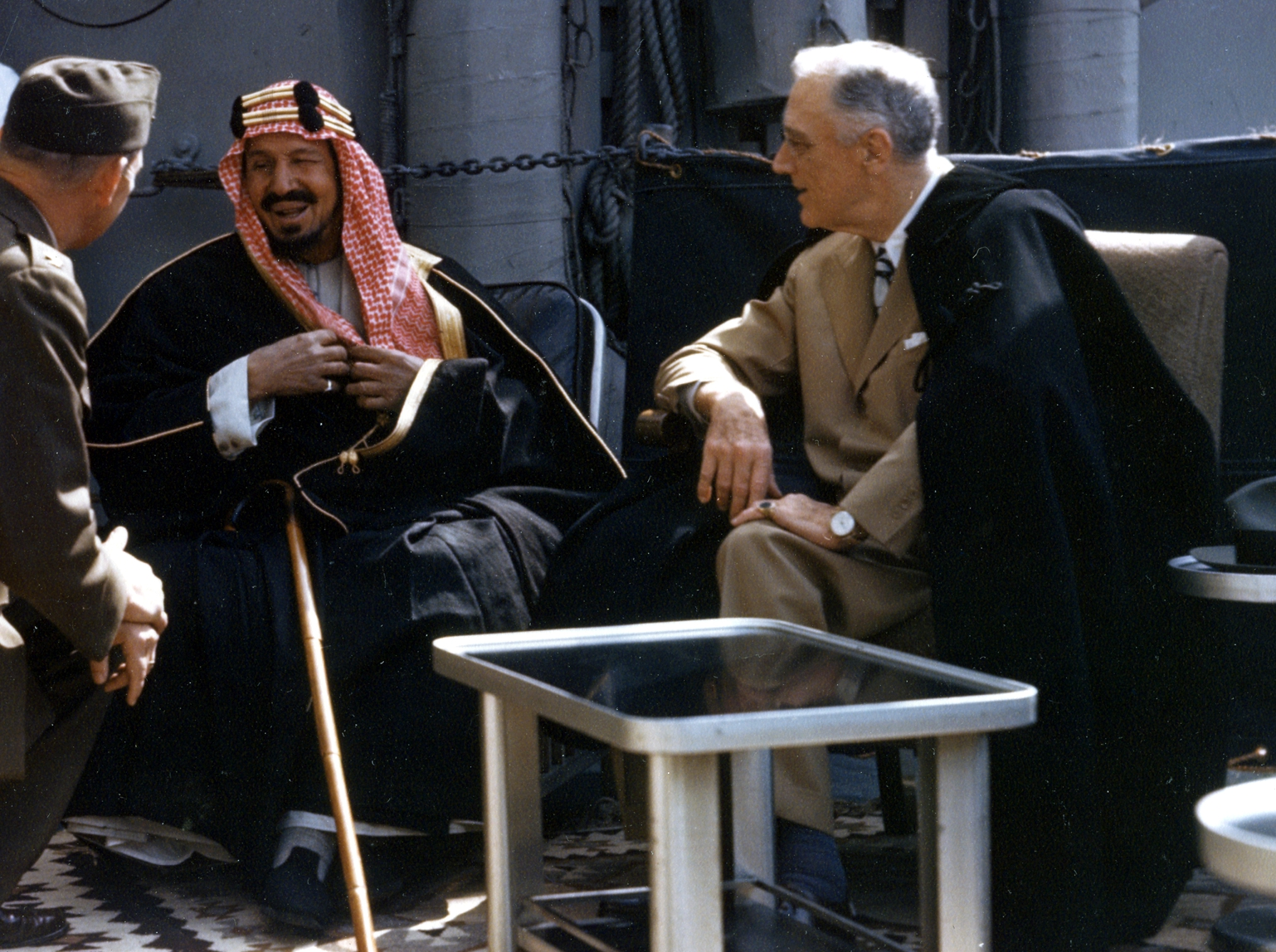
Staatsgründer Abd al-Aziz ibn Saud mit dem US-Präsidenten Franklin D. Roosevelt (1945)

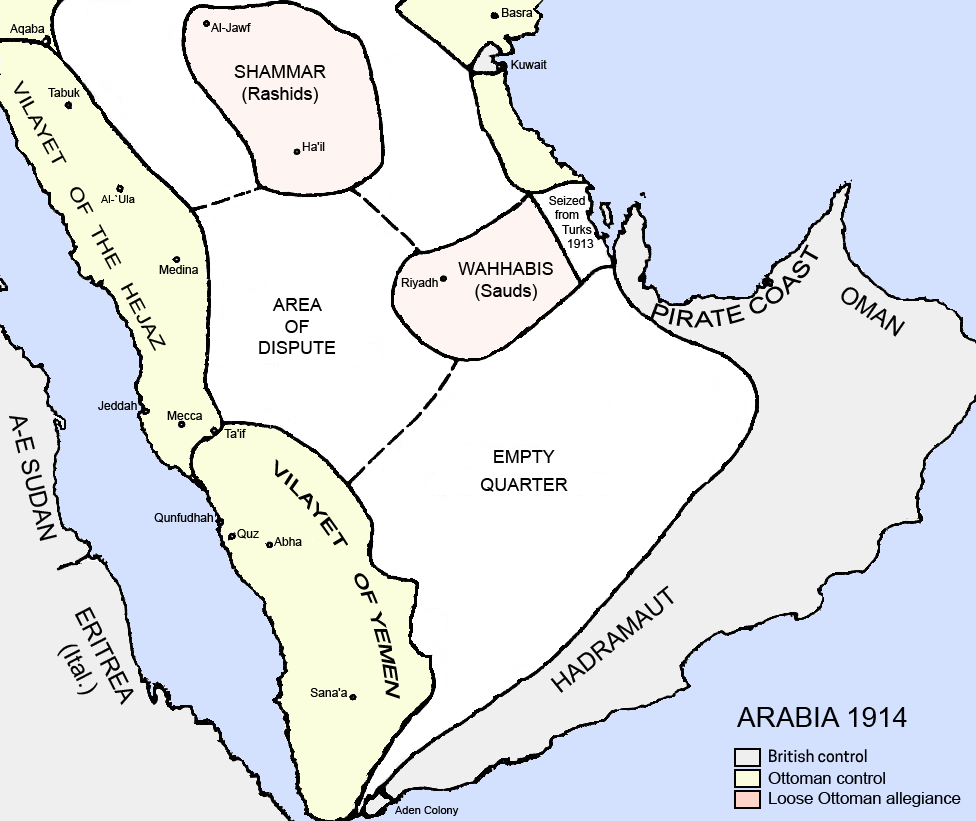
Territorien auf der arabischen Halbinsel 1914

Seit dem 18. Jahrhundert verbündete sich der arabische Stamm der Saud mit der sehr strenggläubigen islamischen Reformbewegung der Wahhabiten, um auf diese Weise die arabischen Beduinenstämme zu einigen und zu unterwerfen.
Ein erster größerer Expansionsversuch unter Emir Saud I. (1803–1814) provozierte jedoch im Auftrag des ohnmächtigen osmanischen Sultans eine Militärintervention des osmanischen Vizekönigs von Ägypten, Muhammad Ali, dessen Truppen Sauds Sohn Abdallah I. 1818 vernichtend schlugen. Zweimal – 1818–1822 und nochmals 1838–1843 – wurde das saudische Herrschaftsgebiet im Nedschd von ägyptischen Truppen besetzt. Nach diesen Rückschlägen gerieten die erheblich geschwächten Saudis unter die Oberherrschaft anderer, osmanentreuer arabischer Stammesfürsten. Das Osmanische Reich beobachtete die Lage immer genauestens. (Siehe: Osmanisch-saudischer Krieg)
Erst Emir Abd al-Aziz II. ibn Saud (ab 1902 in Riad regierend) befreite seine Dynastie und deren Stamm von dieser Unterordnung im Osmanischen Reich und nutzte den wahhabitischen Fundamentalismus erneut für eine siegreiche militärische Expansion in Arabien. 1921 brachte er das Emirat der Āl Raschīd unter seine Kontrolle und vereinigte es mit seinem Territorium zum Sultanat Nadschd. Nach dem Abzug der Briten aus dem Königreich Hedschas gelang Ibn-Saud 1925 der militärische Sieg über die konkurrierende Dynastie der Haschimiten, die dabei ihr Stammkönigreich Hedschas samt den heiligen Städten Mekka und Medina verloren.
Nach weiteren Eroberungen wurden die unterschiedlichen Gebiete am 23. September 1932 zum neuen Einheitsstaat Saudi-Arabien vereinigt. Deshalb ist der 23. September Nationalfeiertag. 1934 kam es zum saudisch-jemenitischen Krieg, der mit einem Sieg Saudi-Arabiens endete. Durch die reichen Erdölvorkommen erlangte Saudi-Arabien ab 1938 Wohlstand und eine große Bedeutung für die Wirtschaft der Industrienationen.

### Geschichte nach 1945

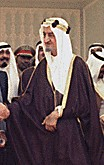
Faisal ibn Abd al-Aziz, König von 1964 bis 1975

Saudi-Arabien war 1945 Gründungsmitglied der Vereinten Nationen und der Arabischen Liga. Die Arabische Liga versuchte 1948 die Staatsgründung Israels mit dem Palästinakrieg zu verhindern, in dem sich auch Saudi-Arabien engagierte. In den 1950er Jahren ließ der König einen Ministerrat zu, der aber nur eine beratende Funktion besitzt. 1960 war das Königreich ein Gründerstaat der Organisation erdölexportierender Länder (OPEC). Saudi-Arabien unterstützt immer wieder einzelne Parteien in Bürgerkriegsstaaten wie dem Jemen und kommt damit in Konflikt mit anderen arabischen Staaten (da Saudi-Arabien im jemenitischen Bürgerkrieg die Royalisten unterstützte, kam es zu heftigen Spannungen mit Ägypten, das die Republikaner unterstützte). 1963 wurde die Sklaverei abgeschafft, wobei die Sklaven durch Gastarbeiter aus den arabischen Nachbarstaaten sowie Süd- und Südostasien und Afrika ersetzt wurden. Die Gastarbeiter sind bis heute eine wichtige Stütze der Wirtschaft des Landes. In den 1960er und 1970er Jahren kam es immer wieder zu Grenzkonflikten mit dem Südjemen, die 1976 mit einem Friedensvertrag beigelegt werden konnten. Eine endgültige Festlegung der Grenze erfolgte erst 2000. Die Ölkrise von 1973 wurde nach Ausbruch des Jom-Kippur-Kriegs durch das Ölembargo der OAPEC ausgelöst, der Saudi-Arabien als Gründungsmitglied angehört.
Im November 1979 gipfelten Auseinandersetzungen über die Beziehungen mit den USA in der Besetzung der Großen Moschee in Mekka unter der Führung von Dschuhaimān al-ʿUtaibī und Muhammad ibn Abdallah al-Qahtani. Hauptkritikpunkte der Aufständischen, die Nachkommen eines Ichwān-Stammes und in der saudischen Muslimbruderschaft aktiv waren, waren, neben der Landnahme saudischer Prinzen im Hedschas, das ihrer Meinung nach unislamische Gebaren der Herrschaftsfamilie und die Beziehungen zu den USA. Insgesamt 330 Menschen, darunter Geiseln, Geiselnehmer und Einsatzkräfte, kamen durch die Besetzung ums Leben. 63 Aufständische, darunter al-Utaibi, wurden am 9. Januar 1980 in einer Massenexekution in verschiedenen Städten Saudi-Arabiens öffentlich enthauptet.

### Golfkriege

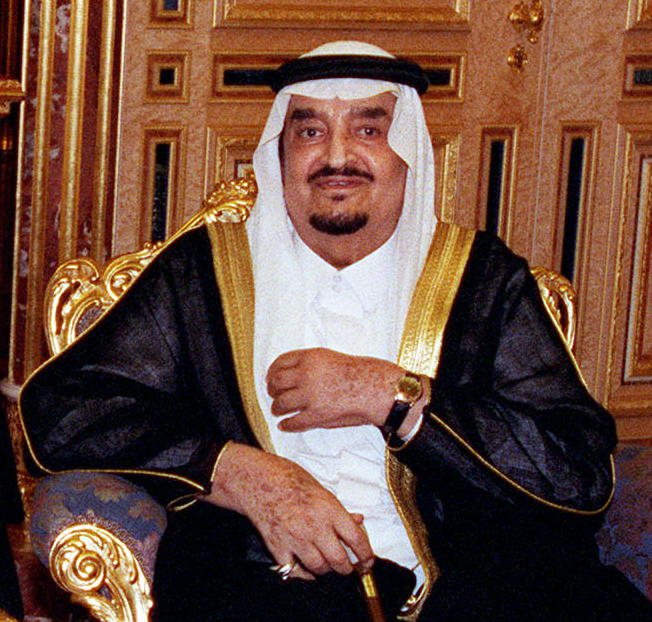
Fahd ibn Abd al-Aziz, der 2005 verstorbene König

#### Erster Golfkrieg
Im Ersten Golfkrieg (1980–1988) unterstützte Saudi-Arabien den Irak gegen die Islamische Republik Iran. Aufgrund der islamischen Revolution in Iran und der sowjetischen Besetzung von Afghanistan erfolgte unter König Fahd ibn Abd al-Aziz seit 1982 eine verstärkte Anlehnung an die Vereinigten Staaten, von denen man sich in der Zwischenzeit etwas distanziert hatte. Damit verbunden sind der Aufbau einer vom Erdöl unabhängigen Industrie, große Investitionen in die Infrastruktur, Straßen und Flughäfen sowie die Festigung der Beziehung zu den Nachbarstaaten durch Grenzabkommen.

#### Zweiter Golfkrieg
Die prekäre Sicherheitslage Saudi-Arabiens wurde im Zweiten Golfkrieg (1990–1991) deutlich, als der Irak Kuwait besetzte. Saudi-Arabien musste ein Bündnis mit den Vereinigten Staaten und anderen westlichen Staaten eingehen, um sich selbst zu schützen und die Iraker wieder aus Kuwait zu vertreiben. Saudi-Arabien trug dafür fast 40 % der Kriegskosten. Das Königreich nahm an der ersten großen Infanterieoperation des zweiten Golfkrieges, der Schlacht um Chafdschi, teil und siegte über die irakischen Truppen. Allerdings führte die Stationierung US-amerikanischer Truppen im Land zu heftiger Kritik einiger Geistlicher und islamischer Fundamentalisten, die sich zunehmend gegen das Königshaus richtet und in jüngerer Vergangenheit zu gewalttätigen Auseinandersetzungen und Terroranschlägen auf westliche Einrichtungen führte.

#### Dritter Golfkrieg
Im Dritten Golfkrieg (2003) trat das Königreich anfangs in die so genannte Koalition der Willigen ein, verließ anschließend diese jedoch wieder und untersagte den Vereinigten Staaten die Nutzung ihrer Stützpunkte in Saudi-Arabien. Gegen Ende des Krieges wurde dieses Verbot gelockert.

### Entwicklung seit 2010
2011 und 2012 kam es zu Protesten gegen die Regierung. Die Demonstrationen wurden gewaltsam niedergeschlagen und ein strenges Demonstrationsverbot verhängt (siehe Proteste in Saudi-Arabien 2011/2012).
Im Jahr 2015 griff Saudi-Arabien militärisch im Jemen auf Seiten der Regierung in den Huthi-Konflikt ein und fliegt seit März 2015 Luftangriffe gegen die Huthi-Rebellen. Im Dezember wurde unter saudischer Führung die Islamische Militärkoalition gebildet, ein Militärbündnis vor allem aus vorderasiatischen und nordafrikanischen Staaten.
Am 2. Oktober 2018 wurde Jamal Khashoggi im Konsulat Saudi-Arabiens in Istanbul von einem saudischen Spezialkommando ermordet. Da die Türkischen Behörden die Botschaft „abgehört“ hatten und die ganze Information über den Vorgang inklusive eines Verhörs, anschließender Folterung und Tötung in den Medien verbreitete, war die ganze Weltöffentlichkeit über den Mord durch saudische Regierungsangehörige informiert.
Seit dem Frühjahr 2020 ist auch Saudi-Arabien von der COVID-19-Pandemie erfasst.
Der Pilgertourismus nach Mekka und Medina, der 2019 mehr als 20 Mrd. $ (fast 3 % des jährlichen Bruttoinlandsprodukts) nach Saudi-Arabien gebracht hatte, brach ein. Der Ölpreis sank erheblich. 2019 verzeichnete Riad ein Minus von 35 Mrd. $ im Staatshaushalt, für 2020 ist ein Minus von umgerechnet 79 Mrd. $ prognostiziert worden. Bis 2014 war der Staat praktisch schuldenfrei, dann fiel der Ölpreis von mehr als 100 auf rund 50 $ pro Barrel. Seitdem nahm der Staat Schulden auf, die Staatsschuldenquote beträgt etwa 35 % des BIP.
Im Jahr 2022 wurde Kronprinz Mohammed bin Salman von seinem Vater zum Premierminister des Königreichs berufen. Er gilt spätestens seitdem als De-facto-Herrscher des Landes. Bereits ab 2018 hatte der zu der Zeit 33-jährige Kronprinz als stellvertretender Premierminister das Land grundlegenden Reformen unterzogen; 2018 wurde in Saudi-Arabien der Verhüllungszwang für Frauen abgeschafft, Frauen wurde im selben Jahr außerdem erlaubt, einen Führerschein zu machen und Auto zu fahren. Ein Jahr später wurde die Geschlechtertrennung in der Öffentlichkeit aufgehoben. Im Jahr 2020 wurde die Auspeitschung und die Todesstrafe für minderjährige Straftäter abgeschafft. Als Premierminister versucht bin Salman durch Milliardeninvestionen in Touristik (wie bspw. den Aufbau der Planstadt Neom) und Sport und Unterhaltung (wie die Abhaltung von LIV-Golf-Touren, Formel-1-Rennen, Tennis- und E-Sport-Events, Fußball-Weltmeisterschaft 2034 und Musikfestivals) die gesellschaftliche Öffnung des Landes zu unterstreichen, das Land attraktiv für ausländische Investoren und Touristen zu machen, um das Königreich unabhängiger vom Ölgeschäft werden zu lassen.

## Politik
Saudi-Arabien ist gemäß den Artikeln 1 und 5 seiner Grundordnung eine absolute Monarchie. Damit ist das Königreich neben Brunei, der Vatikanstadt, Katar, Oman und Eswatini eine der sechs letzten verbliebenen absoluten Monarchien auf der Welt.
Saudi-Arabien versteht sich als Gottesstaat und hat die Scharia in der Verfassung verankert. Diese sieht keine Gewaltenteilung vor: Der alleinregierende Monarch hat nach Artikel 12 der Verfassung die Pflicht, die Einheit der Nation zu erstreben, Zwietracht, Aufruhr und Spaltung dagegen fernzuhalten; nach Artikel 23 soll er das Rechte gebieten und das Verwerfliche verbieten. Basierend auf Artikel 12 und 50 kann er in die Legislative, Judikative und Exekutive eingreifen, die ansonsten geltende Unabhängigkeit der Gerichte nach Artikel 46 ist in diesem Falle nicht mehr gesetzlich geschützt, da der König über den Gesetzen steht. Saudi-Arabien ist Vollmitglied der Gruppe der zwanzig wichtigsten Industrie- und Schwellenländer.

### Staat und Religion
Das Königreich ist zwar keine Theokratie, kennt jedoch keine Trennung zwischen Staat und Religion. Staatsreligion ist laut Grundordnung der Islam, prägend ist die Strömung der Anhänger des Salafismus bzw. der Wahhabiten.
Der König bezeichnet sich seit 1986 als Hüter der heiligen Stätten von Mekka und Medina, was ihn und das Königshaus in der islamischen Welt aufwerten soll. Deshalb legt das Königshaus großen Wert darauf, die Politik nicht von der Religion zu trennen.
Der König soll den Konsens zwischen dem königlichen Haus Saud, den Klerikern und Religionsgelehrten (Ulema) und anderen wichtigen Elementen der saudischen Gesellschaft wahren. Da die Ulema viel Einfluss auf die Bevölkerung haben, gilt der Konsens mit ihnen als eine wichtige Machtstütze der Königsfamilie, die langjährige gegenseitige Verbundenheit der Königsfamilie mit dem islamischen Klerus trug in der Vergangenheit zur Verankerung der Monarchie in Saudi-Arabien bei. In den letzten Jahren hat sich das Verhältnis zwischen den Klerikern und der Regierung verschlechtert.
Das Bündnis von Monarchie und Religion ist intern wegen einer zur königlichen Familie illoyalen religiösen Opposition belastet und wird zudem extern, insbesondere seitens der Vereinigten Staaten, als Hemmschuh einer pluralistischen Gesellschaftsordnung kritisiert. Gegenüber revolutionär-islamistischen Gruppierungen erscheint die Schicht der staatstragenden Religionsgelehrten einerseits als stabilisierendes Element. König Abdullah bemühte sich dementsprechend, das traditionelle Bündnis aus Thron und Religion als eine besondere Stärke des Systems darzustellen. Andererseits erfordert diese Koalition immer wieder Konzessionen an das religiöse Establishment, die hinzunehmen im internationalen Kontext zusehends schwieriger wird.
Die Reformschritte wurden in einen muslimisch gefärbten Diskurs eingebunden, sodass es angesichts der Notwendigkeit, das muslimische Erbe nun auch gegen islamistischen Terror zu verteidigen, unklar ist, ob die Islamisierung des Diskurses eine politische Mäßigung weiterer Bevölkerungskreise herbeiführen wird. Die Regierung baut darauf, mit dem Konzept einer islamischen Regierung die Initiative gegenüber den weiter radikalisierten Kritikern zurückzugewinnen und die eigene – islamische – Legitimität damit zu retten. Für nicht wenige Beobachter erscheint der Vorstoß der Regierung hingegen als ein halbherziges Vorgehen, das lediglich den Mangel an Legitimität auf Seiten der Regierung offenlege.

### Königshaus

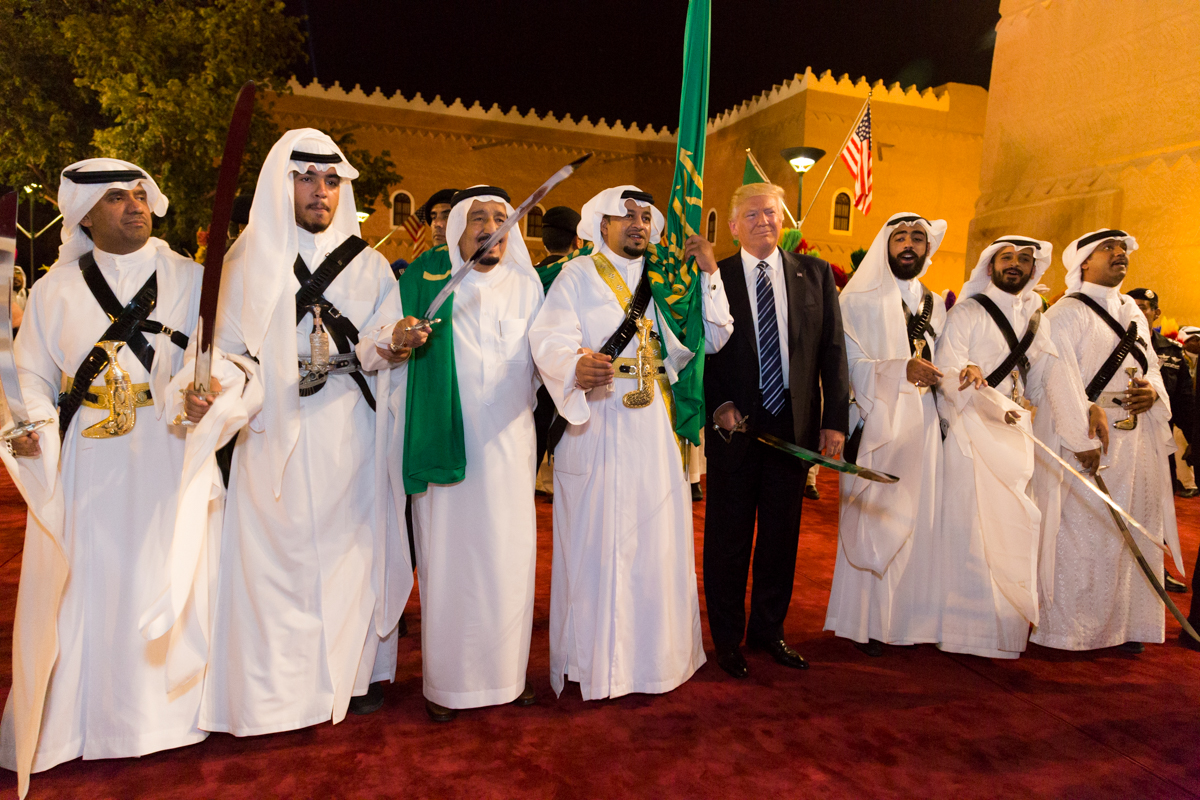
König Salman ibn Abd al-Aziz mit Donald Trump (2017)

#### Bisherige Könige
Seit der Staatsgründung 1932 durch Ibn Saud wurde das Königreich von sechs Monarchen regiert:
| Nr. | Name                | Lebensdaten | Beginn der Amtszeit | Ende der Amtszeit | Anmerkungen                |
| --- | ------------------- | ----------- | ------------------- | ----------------- | -------------------------- |
| 1   | Abd al-Aziz al Saud | 1875–1953   | 22. September 1932  | 9. November 1953  | Gründer von Saudi-Arabien  |
| 2   | Saud                | 1902–1969   | 9. November 1953    | 2. November 1964  | Sohn von König Abd al-Aziz |
| 3   | Faisal              | 1906–1975   | 2. November 1964    | 25. März 1975     | Sohn von König Abd al-Aziz |
| 4   | Chalid              | 1912–1982   | 25. März 1975       | 13. Juni 1982     | Sohn von König Abd al-Aziz |
| 5   | Fahd                | 1923–2005   | 13. Juni 1982       | 1. August 2005 1  | Sohn von König Abd al-Aziz |
| 6   | Abdullah            | 1924–2015   | 1. August 2005 1    | 22. Januar 2015   | Sohn von König Abd al-Aziz |
| 7   | Salman              | * 1935      | 22. Januar 2015     | andauernd         | Sohn von König Abd al-Aziz |

Die Artikel 9 bis 13 der Grundordnung behandeln explizit das Königshaus. Die Thronfolge folgt dem Senioratsprinzip, wobei es möglich ist, dass ein Prinz übersprungen oder vorzeitig ernannt werden kann (siehe Thronfolge in Saudi-Arabien). Laut Artikel 9 ist die Königsfamilie der Kern der saudischen Gesellschaft.

#### Staatsoberhaupt

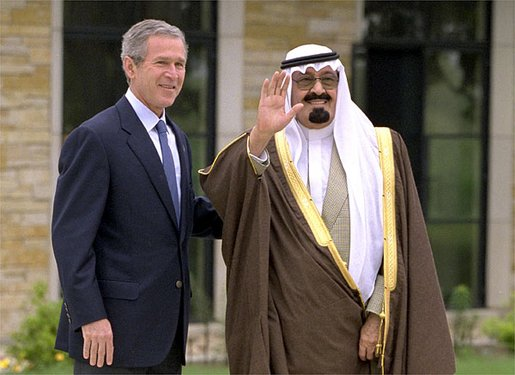
Der nachmalige König Abdullah mit dem damaligen US-amerikanischen Präsidenten George W. Bush

Der Monarch (Malik) ist sowohl Staatsoberhaupt als auch Regierungschef und zugleich Kustos der beiden heiligen Städte. Er ist legibus solutus (lateinisch für von den Gesetzen losgelöst), das bedeutet, dass er den Gesetzen, die er selbst erlässt, nicht untersteht. Gemäß den Artikeln 60 und 61 der Grundordnung ist der König oberstes sicherheitspolitisches Gremium und der oberste Befehlshaber der Streitkräfte. Er besitzt damit die alleinige und uneingeschränkte (absolute) Vollmacht über die Polizei, die Mutawwa, den Geheimdienst (al-Muchabarat al-'Amma) und das saudische Militär.
Vom 1. August 2005 bis zu seinem Tod am 23. Januar 2015 war dies König und Premierminister Abdullah ibn Abd al-Aziz Al Saud. Sein Stellvertreter und somit zweiter Regierungschef war seit Juni 2012 Kronprinz Salman ibn Abd al-Aziz, der ihm auf den Thron folgte. Am 29. April 2015 ersetzte König Salman ibn Abd al-Aziz den bisherigen Kronprinzen Muqrin ibn Abd al-Aziz durch seinen Neffen Prinz Mohammed ibn Naif und diesen später wiederum durch seinen Sohn Mohammed bin Salman. Auch der Rest der königlichen Familie hat wichtige Regierungsämter inne. Die 13 Provinzen werden von Prinzen oder engen Verwandten der königlichen Familie regiert.
Seit der saudischen Staatsgründung 1932 herrschten einschließlich Salman sieben Könige über das Reich, alle aus dem Hause der Al Saud. Muss ein neuer König ernannt werden, so tritt der Rat der Ältesten des Königshauses zusammen, um ihn zu ernennen. Die führenden Mitglieder der königlichen Familie wählen im Falle einer Vakanz den neuen König aus ihrer Mitte. Der König ist die höchste Revisionsinstanz und hat das Begnadigungsrecht. Er selber steht über dem Gesetz, die Machtfülle des Königs wird theoretisch durch die Regeln der Scharia und der saudischen Tradition eingeschränkt, in der Praxis jedoch ist sie unbegrenzt. Er besitzt die alleinige Staatsgewalt und kann mit unbegrenzten Befugnissen regieren. Der König kann sich dabei auf Artikel 55 der Grundordnung stützen, diese räumt ihm als „Führer und Überwacher der Politik der Nation“ diese Rolle ein.

### Regierung
Die Regierung besteht aus dem 1953 eingerichteten Ministerrat unter Vorsitz des Königs, der auch den Posten des Premierministers bekleidet. Schlüsselressorts wie Inneres und Verteidigung sind von wichtigen Mitgliedern der königlichen Familie besetzt. Die Ämter können vom König nach Belieben jederzeit neu vergeben werden.
- Premierminister: Mohammed bin Salman Al Saud
- Verteidigungsminister: Khalid bin Salman Al Saud
- Außenminister: Faisal bin Farhan Al Saud
- Innenminister: Abdulaziz bin Saud Al Saud[67] (siehe Innenministerium (Saudi-Arabien))
- Energieminister: Abdulaziz bin Salman Al Saud
- Minister der Nationalgarde: Abdullah bin Bandar Al Saud[68] (siehe Saudi-Arabische Nationalgarde)
- Minister für Kultur: Badr bin Abdullah Al Saud[69]
- Minister für Sport: Abdulaziz bin Turki Al Saud
- Minister für Arbeit und soziale Angelegenheiten: Ahmed bin Suleiman Al Rajhi
- Minister für Industrie und Rohstoffe: Bandar bin Ibrahim Al Khorayef
  - Stellvertretender Minister: Khalil bin Ibrahim bin Abdullah bin Salamah[70]
- Finanzminister: Mohammed bin Abdullah Al Jadaan
- Minister für Wirtschaft und Planung: Faisal bin Fadhel Al Ibrahim
- Ministerium für Gesundheit: Fahd bin Abdulrahman Al Jalajel
- Bildungsminister: Yousef bin Abdullah Al Benyan
- Handelsminister: Majid bin Abdullah Al Qasabi (siehe Ministerium für Handel)
- Minister für Medien: Majid bin Abdullah Al Qasabi
- Minister für islamische Angelegenheiten: Abdullatif bin Abdulaziz Al Sheikh
- Justizminister: Walid bin Mohammed Al Samaani
- Minister für kommunale und ländliche Angelegenheiten: Majed bin Abdullah Al Hogail
- Minister für Umwelt, Wasser und Landwirtschaft: Abdulrahman bin Abdulmohsen Al Fadhli
- Minister für Kommunikation und Information: Abdullah bin Amer Al Sawaha
- Minister für Pilgerfahrt: Tawfiq bin Fawzan Al Rabiah
- Minister für Transport und Logistik: Saleh bin Nasser Al Jasser
- Minister für Tourismus: Ahmed bin Aqeel Al Khateeb
  - Stellvertretende Ministerin: Haifa bint Mohammed Al Saud[70]
- Minister für Investitionen: Khalid bin Abdulaziz Al Falih
- Staatsminister: Mansur bin Mutaib Al Saud
- Staatsminister: Turki bin Mohammed Al Saud
- Staatsminister für auswärtige Angelegenheiten: Adel bin Ahmed Al Jubeir
- Staatsminister für den Shura-Rat: Essam bin Saad bin Saeed
- Staatsminister: Hamad bin Mohammed Al Sheikh
- Staatsminister Saleh bin Abdulaziz Al Sheikh
- Staatsminister: Khalid bin Abdulrahman Al Issa
- Staatsminister: Mohammed bin Abdulmalik Al Sheikh
- Staatsminister: Mutlab bin Abdullah Al Nafisah
- Staatsminister: Musaed bin Mohammed Al Aiban
- Staatsminister: Ibrahim bin Abdulaziz Al Assaf[71]

Seit Februar 2009 sind auch Frauen offiziell an der Regierung des Landes beteiligt, die erste von ihnen war Nura bint Abdullah al-Fayez.

### Beratende Versammlung
Ein Parlament existiert in Saudi-Arabien nicht, doch besteht seit 1992 die Beratende Versammlung (auch Schūrā-Rat) mit 150 Mitgliedern, die vom König für jeweils vier Jahre für diese Position ernannt werden. Die Beratende Versammlung berät die Regierung, nimmt zu Gesetzesvorhaben Stellung und kann eigene Gesetzesvorhaben einbringen. Über ein Budgetrecht verfügt sie nicht.
Die Grundzüge des Regierungssystems wurden im März 1992 durch mehrere Dekrete König Fahds geregelt. Erstmals wurde bei dieser Gelegenheit das Verfahren bei der Thronfolge kodifiziert. Im Zuge des königlichen Reformprogramms wurde gleichzeitig die beratende Versammlung geschaffen. Im Reformprogramm war auch ein Rahmenplan für die Gründung beratender Gremien auf Provinzebene enthalten.
Im September 1993 erließ König Fahd weitere Reformdekrete, mit denen er dem beratenden Gremium eine Geschäftsordnung gab und dessen Mitglieder ernannte. Der König verkündete zudem den Ministerrat betreffende Reformen, die unter anderem eine Beschränkung der Amtszeit auf vier Jahre vorsahen und zudem Regelungen zur Vermeidung von Interessenkonflikten der Minister und anderer hoher Offizieller enthielt. Die Geschäftsordnungen der 13 Provinzräte und ihre Mitglieder wurden gleichfalls 1993 bekanntgegeben.
Im Juli 1997 wurde die Anzahl der Mitglieder des beratenden Gremiums von 60 auf 90 erhöht. Im Mai 2001 erfolgte nochmals eine Erweiterung auf 120 und im Jahr 2005 auf 150 Mitglieder. Da viele der alten Mitglieder bei den Erweiterungen nicht wieder ernannt wurden, hat sich die Zusammensetzung des Gremiums stark verändert. Die Rolle des Rates wird auch in Anbetracht der wachsenden Erfahrung des Gremiums stufenweise erweitert.
In die beratende Versammlung, der vorher nur Männer angehört hatten, wurden im Juni 2006 erstmals sechs Frauen berufen. Seit Januar 2013 sind in dem Gremium erstmals über 30 weibliche Mitglieder vertreten. Sie machen somit ein Fünftel der Delegierten aus. In drei Ausschüssen stellen sie die stellvertretenden Vorsitzenden.

### Thronfolgerat
siehe: Thronfolgerat
Der Thronfolgerat ist ein Komitee, das über die Thronfolge Saudi-Arabiens bestimmt und 2007 vom damaligen König Abdullah gegründet wurde. Es sollte als vierte Säule der saudischen Regierung neben dem Grundgesetz, der Beratenden Versammlung und dem Gesetz der Provinzen dienen. Der Rat besteht aus Mitgliedern der saudischen Königsfamilie.
Wenn ein neuer König den Thron besteigt, muss innerhalb von 30 Tagen ein Kronprinz ernannt werden. Dabei ernennt der König einen, zwei oder drei Kandidaten. Der Rat stimmt darüber ab, ob einer der Kandidaten und, falls ja, welcher der Kandidaten der nächste Kronprinz wird. Wenn nur ein Kandidat ernannt wurde, muss der Rat diesem zustimmen, damit dieser Kronprinz werden kann. Wenn der Rat keinen seiner Kandidaten für geeignet hält, kann er aus den Söhnen oder Enkeln von Ibn Saud, dem ersten König und Staatsgründer, einen eigenen Kandidaten aufstellen. Abweichend von der historischen Praxis hat der Rat das letzte Wort über die Nachfolge und nicht der König.
Dem Rat gehören 35 Prinzen an und er besteht ausschließlich aus Männern. Der Rat besteht aus den Söhnen Ibn Sauds, den Enkeln, deren Väter verstorben, arbeitsunfähig oder krank sind, und zwei Söhnen der Söhne Ibn Sauds, die vom König und vom Kronprinzen ernannt werden sollten. Die Amtszeit der Mitglieder beträgt vier nicht verlängerbare Jahre, es sei denn, die Brüder des Mitglieds, das seine Amtszeit beendet hat, vereinbaren etwas anderes und der König stimmt zu.
Der Sitz des Rates befindet sich in Riad und wird vom ältesten Sohn Ibn Sauds geleitet. Er hält seine Sitzungen in Anwesenheit von mindestens zwei Dritteln der Mitglieder ab und arbeitet nach dem Mehrheitsprinzip und geheimer Abstimmung. 2017 sprachen sich dabei 31 von 34 Mitgliedern des Rats für eine Ernennung von Mohammed bin Salman zum Kronprinzen aus.

### Opposition
Es gibt keine legalen politischen Parteien. Opposition, Gewerkschaften und Streiks sind vom König offiziell verboten. Traditionellerweise hat jeder Bürger anlässlich öffentlicher Audienzen Zugang zu hohen Beamten und das Recht, sich mit Petitionen direkt an sie zu wenden.
Es gibt in Saudi-Arabien drei nennenswerte Parteien, die aber aufgrund des Parteienverbotes im Untergrund arbeiten und strafrechtlich verfolgt werden:
- Grüne Partei Saudi-Arabiens
- Kommunistische Partei in Saudi-Arabien
- Arab Socialist Action Party – Arabian Peninsula

Die bekannteste oppositionelle Gruppe jedoch ist die Movement for Islamic Reform in Arabia (MIRA) mit Sitz in London. Sie tritt für Gewaltenteilung, Meinungsfreiheit und Frauenrechte ein, deren Existenz die MIRA der saudischen Regierung abspricht. Die Gruppe hatte im Jahr 2003 zu einer Demonstration in Saudi-Arabien aufgerufen, bei der von der saudischen Polizei über 350 Verhaftungen vorgenommen wurden. Der Vorsitzende der MIRA ist der Arzt Sa'ad al-Faqih. Die saudische Regierung wie auch die mit der saudischen Regierung verbündete US-Regierung stufen ihn und seine Gruppe als terroristisch ein und verweigern daher jegliche Verhandlung.

### Politische Indizes
| Name des Index                     | Indexwert    | Interpretationshilfe | Weltweiter Rang | Jahr |
| ---------------------------------- | ------------ | -------------------- | --- | ---- |
| Fragile States Index               | 63,2 von 120 | 103 von 179          | Stabilität des Landes: Warnung 0 = sehr nachhaltig / 120 = sehr alarmierend Rang: 1 = fragilstes Land / 179 = stabilstes Land | 2024 |
| Demokratieindex                    | 2,08 von 10  | 148 von 167          | Autoritäres Regime 0 = autoritäres Regime / 10 = vollständige Demokratie                                                      | 2024 |
| Freedom in the World Index         | 8 von 100    | —                    | Freiheitsstatus: unfrei 0 = unfrei / 100 = frei                                                                               | 2024 |
| Rangliste der Pressefreiheit       | 27,9 von 100 | 162 von 180          | Sehr ernste Lage für die Pressefreiheit 100 = gute Lage / 0 = sehr ernste Lage                                                | 2025 |
| Korruptionswahrnehmungsindex (CPI) | 59 von 100   | 38 von 181           | 0 = sehr korrupt / 100 = sehr sauber                                                                                          | 2024 |

### Innenpolitische Entwicklung

#### Demokratisierung
Unter König Fahd begann eine Reform der langsamen „demokratischen Öffnung“. Doch eine Demokratisierung des Landes nach westlichem Vorbild kam für Fahd nicht in Betracht, dies begründete er folgendermaßen: „Die Menschen dieser Region in der Welt sind für das demokratische Verständnis der westlichen Staaten der Welt ungeeignet“.
Die Reformen erfolgten, ohne dass die Begriffe von Demokratie und Rechtsstaat im politischen Diskurs Saudi-Arabiens anzutreffen gewesen wären. Hinsichtlich der Prinzipien der Volkssouveränität, der Gewaltenteilung und der Menschenrechte bestehen offene Berührungsängste. Artikel 1 der Grundordnung hält fest, dass der Koran und die Tradition des Propheten (Sunna) die Verfassung des Königreiches bilden. Demnach ist es nicht die Aufgabe der Politik, Konsens innerhalb der Bevölkerung herzustellen, sondern – nach Auffassung der „reinen Lehre“ – die Gebote und Verbote Gottes im gesellschaftlichen Leben zur Geltung zu bringen. Da des Weiteren die Tendenz zu einer säkularen und weltlichen Demokratie die Legitimität der Regierung in Frage stellen würde, ist die Einführung säkularer und demokratischer Prinzipien unwahrscheinlich.

#### Erstarken des Fundamentalismus
Saudi-Arabien gilt heute neben Pakistan als weltweites Zentrum des islamischen Fundamentalismus. Die Muslimbrüder gibt es im Königreich seit den 1930er Jahren. Sie treten jedoch weder als Reformbewegung noch als Partei auf. Obwohl ihre Vorstellungen von der Staatsreligion, dem Salafismus, abweichen und es Meinungsverschiedenheiten gibt, werden sie von der saudischen Regierung geduldet. Der saudische Innenminister kritisierte die Muslimbruderschaft in der Vergangenheit des Öfteren. Ihr Einfluss auf die einheimische Bevölkerung ist eher gering. Die Werke von Sayyid Qutb sind erlaubt, sie werden durch geistliche Autoritäten teils gelobt und teils kritisiert. Allerdings wurden in letzter Zeit die Werke einiger islamischer „Hitzköpfe“ verboten.
In den 1990er Jahren kam es immer wieder zu Unfällen bei der jährlichen Pilgerfahrt, dem Haddsch, zu Anschlägen auf ausländische Truppen und Protesten gegen das Königshaus. Top-Terroristen wie Ibn al-Chattab und Osama bin Laden stammen aus Saudi-Arabien, 15 der 19 Attentäter vom 11. September 2001 stammen ebenfalls aus dem Königreich. Die pro-westliche Außenpolitik und seit einigen Jahren auch Innenpolitik der Königsfamilie trägt wesentlich zur Stärkung des Fundamentalismus bei. Das erklärte strategische Ziel der Terroristen ist es, die saudische Königsfamilie zu stürzen. Bereits früher kam es zu schweren Anschlägen und Geiselnahmen mit dem Ziel, die königliche Familie zu stürzen, so auch in den 1970er Jahren unter Juhaiman al-Utaibi. Auch nach dem 11. September kam es immer wieder zu schweren Terroranschlägen im Königreich. Die Ziele sind in der Regel staatliche Einrichtungen wie Polizeigebäude sowie Einrichtungen, die für den Westen, insbesondere die USA, stehen, wie etwa die US-Botschaft in Dschidda, die 2004 angegriffen wurde.
Nach der Terrorwelle 2003 begann erstmals eine öffentliche Diskussion über Extremismus und Fundamentalismus in der eigenen Gesellschaft, die immer offener auch in den Medien des Landes und im Rahmen des institutionalisierten „Nationalen Dialogs“ ausgetragen wird. Viele Jugendliche sehen in religiösem Eifer eine Möglichkeit des Protests gegen westlichen Einfluss, vor allem gegen die als dominant und ungerecht empfundene US-Politik im Nahen und Mittleren Osten.
Laut dem saudischen Innenminister Naif ibn Abd al-Aziz Al Saud wurden in den Jahren 2003 und 2004 22 Terroranschläge im Königreich verübt, dabei sollen 90 Zivilisten und 37 saudische Sicherheitskräfte getötet worden sein. Im selben Zeitraum seien bei Zusammenstößen mit der Polizei 92 Extremisten getötet und 52 Terrorangriffe vereitelt worden. Durch die erhöhten Sicherheitsmaßnahmen hat sich das Versammlungsverbot verschärft, man gerät oft in Kontrollen durch schwerbewaffnete Sicherheitskräfte.

### Menschenrechte
In Saudi-Arabien werden Menschenrechte nur dann anerkannt, wenn sie mit den Scharia-Gesetzen in Einklang stehen. Die absolut regierende königliche Familie geht konsequent gegen oppositionelle Stimmen und Kritiker vor. Dies führt unter anderem dazu, dass in Saudi-Arabien viele Menschenrechte missachtet bzw. verletzt werden.
Der Jahresbericht 2007 der Organisation Amnesty International listet unter anderem die folgenden Tatbestände auf:
- Inhaftierung gewaltloser politischer Oppositioneller
- Anwendung von Körperstrafe bei Männern (meistens Auspeitschungen)
- Unterdrückung der Meinungs- und Religionsfreiheit
- Haft ohne Anklage und Gerichtsverfahren
- Ausweisung von Ausländern, denen in ihrer Heimat die Todesstrafe droht
- Ausweisung politisch Verfolgter
- als Hadd-Strafe die Amputation von Körperteilen
- Anwendung der Todesstrafe, u. a. wegen „Hexerei“;[87] mitunter verbunden mit anschließender Zurschaustellung[88]

In Saudi-Arabien wurden nach Angaben von Amnesty International 2015 mindestens 158 Menschen hingerichtet. Die meisten Hinrichtungen werden durch Enthauptung vollstreckt. Seit 1985 (bis Juni 2015) sind mindestens 2208 Menschen der Todesstrafe zum Opfer gefallen.
Im Jahr 2004 wurde die „Nationale Behörde für Menschenrechte“ gegründet. Ihre Aufgabe sollte es sein, Menschenrechtsverletzungen zu dokumentieren und weiterzuleiten. Ihr langfristiges Ziel ist die Verbesserung der Menschenrechtslage. Die Behörde unterstand dem Innenministerium. Heute gibt es eine National Society for Human Rights in Saudi-Arabien.

#### Terrorismusproblem
In Jahresbericht 2007 weist Amnesty International darauf hin, dass besonders im Krieg gegen den Terror das Völkerrecht mehrmals missachtet wurde. Nach wie vor kam es in mehreren Landesteilen zu Zusammenstößen zwischen Sicherheitskräften und bewaffneten Gruppierungen. Bei Auseinandersetzungen mit den Sicherheitskräften im Bezirk al-Yarmuk, Region Riad, sollen im Februar in einer Pension mindestens fünf Männer getötet worden sein, die auf der Fahndungsliste der Regierung für verdächtige Mitglieder des Netzwerks al-Qaida standen.
Zahlreiche Menschen, die im Verdacht standen, Kontakte zum Terrornetzwerk Al-Qaida zu unterhalten, wurden verhaftet. In den Monaten März, Juni und August wurden dem Vernehmen nach allein in Mekka, Medina und in der Hauptstadt Riad mehr als 100 Menschen festgenommen.
Fouad Hakim, ein Verdächtiger wurde laut Amnesty International offensichtlich von Dezember 2006 bis zur Freilassung im November 2007 ohne Anklage festgehalten. Der Arzt Muhiddin Mugne Haji Mascat wurde mehrere Monate inhaftiert, weil er einen Terrorverdächtigen ärztlich behandelt haben soll.
Im Juli 2006 kamen der Libyer Abdullah Hassan und der britische Staatsangehörige Abdel Hakim Mohammed Jellaini ohne Anklageerhebung frei, ihnen wurde vorgeworfen, terroristische Organisationen mit finanziellen Mitteln zu versorgen. Ihre Reisepässe allerdings wurden eingezogen, so dass sie das Land nicht verlassen können.
Im Mai und Juni 2006 wurden 24 Häftlinge mit saudischer Staatsbürgerschaft und ein Häftling mit chinesischer Staatsbürgerschaft aus dem Gefangenenlager der Guantanamo Bay Naval Base entlassen und nach Saudi-Arabien gebracht. Bei ihrer Ankunft wurden sie von Sicherheitskräften verhaftet und eingesperrt. Einige von ihnen wurden wegen Urkundenfälschung zu einem weiteren Jahr Haft verurteilt, andere freigelassen.

#### Meinungsfreiheit

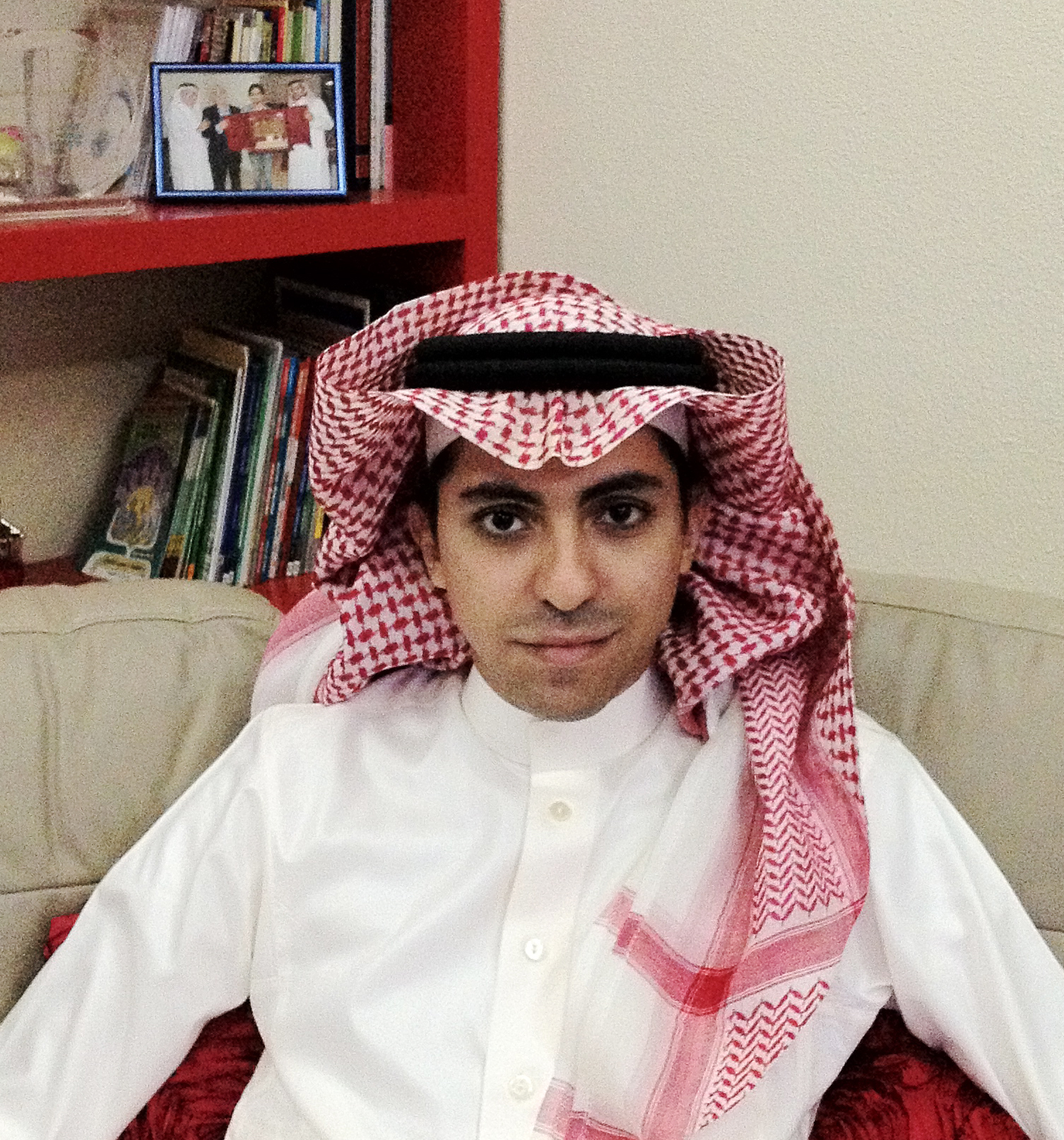
Folteropfer Raif Badawi (2012)

Die Nichtregierungsorganisation Reporter ohne Grenzen beurteilt die Lage der Pressefreiheit in Saudi-Arabien als „sehr ernst“. Hauptgrund dafür ist die strikte Zensur und strafrechtliche Verfolgung von Kritik am Königshaus. So wurde der regierungskritische Internetjournalist Fouad Ahmad al-Fahrhan am 10. Dezember 2007 festgenommen und wurde erst am 26. April 2008 ohne Anklage wieder freigelassen.
Demonstrationen sind (Stand 2008) verboten, es herrscht ein generelles Versammlungsverbot. Ungefähr 2000 Menschen protestierten im Juli und im August 2006 in mehreren Städten des Landes gegen die Bombenangriffe Israels auf den Libanon im Libanonkrieg 2006. In diesem Zusammenhang wurden mehrere Personen festgenommen. Im September demonstrierten 300 Schiiten gegen die fortdauernde Inhaftierung mehrerer Glaubensbrüder, die im April 2000 im Zusammenhang mit Protesten und Ausschreitungen festgenommen worden waren. Einige Demonstranten wurden verhaftet.
Im Februar 2007 durfte die Tageszeitung Shams sechs Wochen lang nicht erscheinen. Die Zeitung hatte die Mohammed-Karikaturen im Rahmen ihrer Kampagne für Aktionen gegen die Karikaturen abgedruckt.
Im März 2007 wurde Mohsen al-Awaji festgenommen, nachdem er im Internet Artikel veröffentlicht hatte, in denen er die Behörden und die Königliche Familie kritisierte und die Abschaffung der Zensur von Internetseiten forderte. Er wurde nach acht Tagen ohne Anklageerhebung wieder freigelassen.
In den Jahren vor 2008 verbesserte sich die Meinungsfreiheit in Saudi-Arabien etwas. Es gab öffentliche Diskussionen über Themen, die früher als Tabu galten.
Im Juli 2013 wurde der liberale Internetaktivist Raif Badawi zu sieben Jahren Haft und 600 Stockhieben verurteilt. Der Rechtsgelehrte Abd al-Rahman al-Barrak erließ zuvor im März 2012 ein Rechtsgutachten, in dem er Badawi zu einem Ungläubigen erklärte, „der angeklagt und verurteilt werden muss, wie er es verdient“. Das Gericht sah es als erwiesen an, dass Badawi den Islam beleidigt habe. Weiterhin wurde er wegen Ungehorsams gegenüber seinem Vater verurteilt. Der Todesstrafe entging er, indem er dreimal das islamische Glaubensbekenntnis aussprach und damit bestätigte, dass er Muslim sei. Raif Badawi gründete 2008 das Forum „Freie Saudische Liberale“, mit dem er eine Debatte über Politik und Religion in dem konservativen Königreich anstoßen wollte. Badawi habe dort – so die Anklage – in einigen Beiträgen Muslime, Christen, Juden und Atheisten als gleichwertig bezeichnet. Das Berufungsgericht erhöhte das Strafmaß auf zehn Jahre Gefängnis und 1000 Hiebe, zu vollstrecken mit je 50 Prügelhieben in 20 aufeinander folgenden Wochen nach dem Freitagsgebet. Am Freitag, dem 9. Januar 2015, wurde die serielle Folterung Raif Badawis begonnen. Die Tageszeitung Kurier interviewte Badawis Ehefrau Ensaf Haidar, die mit Kindern seit 2013 in Kanada lebt: Der Gefängnisarzt ist überzeugt, dass das Auspeitschen am 30. Januar 2015 fortgesetzt werden wird. Sie fordert die Schließung des Abdullah-Zentrums in Wien und bedankt sich bei allen, die sich dafür einsetzen. Sie hat Angst, dass seine Wunden wegen Diabetes, die Badawi entwickelte, als er festgenommen wurde, nicht verheilen. Er leidet auch unter unhygienischen Haftbedingungen und Unterernährung.
Am 17. September 2015 wurde bekannt, dass das Gnadengesuch des Schiiten Ali Mohammed an-Nimr, der als 17-Jähriger in letzter Instanz zum Tod durch Enthauptung mit nachfolgend postmortaler Kreuzigung verurteilt worden war, abschlägig beschieden wurde. Amnesty International wirft der saudischen Regierung vor, dass das Geständnis Ali Mohammed an-Nimrs unter Folter zustande kam und keine Beweise für die behauptete Gewaltanwendung an-Nimrs vorlägen. Ali Mohammed an-Nimr ist ein Verwandter des ebenfalls zum Tode verurteilten – und am 2. Januar 2016 hingerichteten – regierungskritischen schiitischen Freitags-Predigers der Stadt al-Awamia, Ajatollah Nimr an-Nimr.
Der arabische Journalist Jamal Khashoggi wurde nach Erkenntnissen von Geheimdiensten verschiedener Länder im Jahr 2018 wegen seiner kritischen Haltung gegenüber dem arabischen Königshaus, im saudischen Konsulat in Istanbul in der Türkei ermordet.
Im Jahr 2022 wurde eine Frau zu 35 Jahren Freiheitsstrafe verurteilt, nachdem sie Tweets von Frauenrechtlerinnen geteilt hatte. Sie war zuvor von einer anonymen Person über eine staatliche App denunziert worden.

#### Religionsfreiheit
Das öffentliche Praktizieren anderer Religionen als des wahhabitischen Islam ist in Saudi-Arabien verboten, daher ist auch die Religionsfreiheit der Schiiten beschränkt, sie werden von den religiösen Autoritäten nicht als Muslime anerkannt. Die Schiiten dürfen Bräuche, die mit dem sunnitischen Islam nicht vereinbar sind, z. B. die Mutʿa-Ehe oder das Gedenkfest für Imam Hussain (Aschura), nicht öffentlich ausüben. Sie dürfen Moscheen betreiben, diese werden jedoch offiziell nicht als Moscheen angesehen. Entsprechend wird in den Schulen ausschließlich wahhabitischer Religionsunterricht erteilt.
Wer sich offen zu einer anderen nichtsunnitischen Gruppe wie den Aleviten, Ahmadiyya oder Drusen bekennt, kann bestraft werden. Besonders Bahai (= Gläubige der nachislamischen Weltreligion Bahai) erleiden religiöse Verfolgungen.
Nach der strikten Interpretation der Staatsreligion darf sich auf dem Land, worauf sich die zwei heiligen Stätten befinden, kein nichtislamisches Gotteshaus befinden. Allerdings gibt es z. B. zwei deutsche Schulen in Saudi-Arabien, in denen diese Gesetze nicht gelten; innerhalb des Schulgeländes gelten deutsche Gesetze. Die negative Religionsfreiheit (die Freiheit der Menschen, keiner Religion anzugehören) ist in Saudi-Arabien stark eingeschränkt.
Auch für Gastarbeiter und Diplomaten ist es bei Strafe verboten, einen Gottesdienst zu feiern, eine Taufe oder eine Krankensalbung zu empfangen. Kirchen, Synagogen oder andere nichtislamische Gebetshäuser gibt es nicht, und die Errichtung solcher ist verboten. Falls die Regeln gebrochen werden, kann dies mit Verhaftung, Auspeitschung und Folter geahndet werden. Der Weltverfolgungsindex für Christen aus dem Jahr 2017, der vom Missions- und Hilfswerks Open Doors veröffentlicht wird, schätzt die Benachteiligung des Christentums in Saudi-Arabien im weltweiten Vergleich aktuell am vierzehnthöchsten ein.
Auf Apostasie – den Abfall vom Islam – steht die Todesstrafe; sie wurde auch bereits für dieses Delikt verhängt und vollstreckt. Bei der Bestrafung von Christen wegen Verstößen gegen das Missionierungs-Verbot kann das Strafmaß je nach Nationalität unterschiedlich ausfallen. Staatsangehörige westlicher Verbündeter – z. B. der Vereinigten Staaten, Frankreich, Deutschland oder Österreich – werden meist diskret des Landes verwiesen, während Missionare aus anderen und, aus der Sicht Saudi-Arabiens, „unbedeutenderen“ Ländern – z. B. den Philippinen – inhaftiert und gelegentlich hingerichtet werden.

#### Stellung der Frau
In Saudi-Arabien haben Frauen nicht die gleichen Rechte wie Männer. Alle Frauen müssen in der Öffentlichkeit bodenlange Gewänder und Kopftücher tragen. Männer konnten bis 2019 mit Strafen – zum Teil archaischen Strafen wie Peitschenhieben – belegt werden, wenn sie sich in der Öffentlichkeit mit Frauen zeigen. Dezember 2020 hob die Saudische Regierung die Geschlechtertrennung in Cafés und in Restaurants auf. Saudi-Arabien wird im Global Gender Gap Report 2017 des Weltwirtschaftsforums über Geschlechtergerechtigkeit auf Platz 138 von insgesamt 144 Ländern eingeordnet.
Viele Berufe waren den Frauen nicht zugänglich. Heute ist den Frauen fast jeder Beruf zugänglich, allerdings unter der Voraussetzung von Vollverschleierung und strikter Geschlechtertrennung am Arbeitsplatz. Sie sind dadurch in ihrer Bewegungsfreiheit stark eingeschränkt. Eine Zustimmung eines männlichen Verwandten zu einem Studium oder Arbeitsaufnahme ist mittlerweile nicht mehr gesetzlich erforderlich.

##### Rechtsvorschriften
In Saudi-Arabien sind die Rechte der Frauen eingeschränkt, das Land hat die UN-Frauenrechtskonvention am 7. September 2000 mit Vorbehalten gegen Artikel 9 Abs. 1 und Artikel 29 Abs. 1 ratifiziert, das Zusatzprotokoll zur Frauenrechtskonvention bisher nicht ratifiziert.
Die Rechtslage von Frauen wird durch die wahhabitisch-konservative Auslegung des Islams bestimmt. Einheimische Frauen unterliegen in der Regel einer gesetzlichen männlichen Vormundschaft. Sie sind nicht geschäftsfähig und können Rechtsgeschäfte nicht ohne Zustimmung ihres männlichen Vormundes tätigen. Der männliche Vormund ist bis zur Ehe in der Regel der Vater, die Brüder oder ggf. ein Onkel. Ab der Ehe ist der Ehemann der männliche Vormund. Der männliche Vormund ist für die Straftaten der Frau mitverantwortlich, bei kleineren Delikten ist es oft der Fall, dass der männliche Vormund sich vor Gericht zu verantworten hat, bei größeren Delikten in der Regel beide. Seit 2004 dürfen Frauen ihre Firmen selbst führen, d. h. die eigene Verantwortung dafür tragen.
Frauen können sich vor Gericht von ihrem männlichen Vormund entbinden lassen, müssen dafür aber nachweisen können, dass dieser sie misshandelt, vergewaltigt, quält oder zwingt, Dinge zu tun, die nicht mit dem Islam vereinbar sind (z. B. Prostitution oder analer Geschlechtsverkehr). Der männliche Vormund wird für diese Vergehen daraufhin zur Rechenschaft gezogen, außer es gibt nach der Entbindung eine außergerichtliche Einigung zwischen dem Ehepaar (z. B. Entschädigungssumme).
Inzwischen ist es zwar Pflicht, dass jede Frau einen Personal- bzw. Reiseausweis besitzt, sie durfte diesen aber bis August 2019 nur mit schriftlicher Zustimmung ihres männlichen Vormunds erneuern, und das Land bis August 2019 nur mit seiner Genehmigung verlassen. Seit August 2019 haben Frauen in Saudi-Arabien Reisefreiheit. Seit Anfang 2008 dürfen Frauen alleine in einem Hotel wohnen, dies war ihnen vorher nur in der Begleitung eines „männlichen gesetzlichen Vormundes“ gestattet. Seit 2021 dürfen zudem volljährige Frauen ohne Zustimmung eines männlichen Familienmitgliedes allein in einer Wohnung leben.
Deswegen sind im Königreich oft Bereiche anzutreffen, die einem Geschlecht vorbehalten sind, z. B. Busse, Einkaufszentren oder Restaurants. Hessah Al-Oun, die Vorsitzende des Stadtrates von Rawda, eines Stadtteils von Dschidda, setzte im März 2008 den Bau eines öffentlichen (staatlichen) Freizeit- und Sportparks für Frauen durch. Bis dahin wurden solche Einrichtungen nur von privaten Besitzern angeboten.
Im Gesundheitssystem werden Frauen sowohl als Berufstätige als auch als Patientinnen benachteiligt. Frauen dürfen als Krankenschwester nicht im Freien arbeiten. Die Behandlung einer kranken Frau durch männliche Sanitäter wird auch in dringlichen Notfällen mitunter durch den Vorgang des Verschleierns der Frau vor einem Rettungstransport zur Behandlung in einer Klinik behindert. Es kam vor, dass einem Rettungssanitäter bei zuhause einsetzender Geburt nur das Betrachten dieser erlaubt wurde; bei diagnostizierter Abklemmung der Nabelschnur durch den Kopf des herausdrängenden Kindes und erklärter Prognose akuter Lebensgefahr wurde dem Rettungssanitäter in Riad vom Vater des Kindes das Berühren der Frau und damit sein sachgerechtes Einschreiten verboten; das Kind starb beim Transport. Zwei Rettungssanitäter aus Deutschland und Human Rights Watch beklagen einige konkrete, nach europäischen Standards vermeidbare Todesfälle von Frauen. Bekannt wurde z. B. auch der Tod einer Studentin infolge eines Herzinfarkts, nachdem die zu Hilfe gerufenen Notärzte vom Sicherheitspersonal über zwei Stunden lang daran gehindert wurden, den Frauen-Trakt der Uni zu betreten. Im März 2002 starben in Mekka 15 Mädchen, die aus einer brennenden Schule unverschleiert nicht ins Freie gelassen wurden.
Von „faktischer Sklaverei“ spricht ein philippinischer Parlamentsausschuss über die Arbeitsbedingungen von Hausarbeiterinnen. Denn Gastarbeiter benötigen einen Bürgen (in der Regel der Arbeitgeber) im Land. Hausarbeiterinnen klagten gemäß einer HRW-Umfrage aus 2008 zu einem Drittel über sexuelle Übergriffe, viele in Folge von Vergewaltigungen Neugeborene werden ausgesetzt.

##### Wahlrecht
Zwar garantierte ein Gesetz aus dem Jahr 1977 allen Bürgern das Wahlrecht, ohne besondere Beschränkungen für Frauen aufzuführen. Im Jahr 2000 unterzeichnete Saudi-Arabien einen internationalen Vertrag, in dem es sich verpflichtete sicherzustellen, dass Frauen bei allen Wahlen unter denselben Bedingungen wie Männer wählen dürfen. Das Wahlgesetz vom August 2004 garantierte ein allgemeines Wahlrecht ohne Einschränkungen. Jedoch durften nur Männer an den Teilkommunalwahlen von 2005 teilnehmen. Technische Gründe, wie etwa die Schwierigkeit, ein Wahllokal für Frauen einzurichten, wurden als Erklärung dafür herangezogen, warum Frauen nicht teilnahmen. Auf Basis eines Dekrets aus dem Jahr 2011 – erlassen während der Umwälzungen des Arabischen Frühlings – wurden schließlich auch Frauen in Saudi-Arabien im Dezember 2015 erstmals zu Kommunalwahlen zugelassen. 20 Frauen wurden gewählt.
Mit Soraya Obaid wurde 2001 zum ersten Mal eine saudische Frau die Direktorin des Bevölkerungsfonds der Vereinten Nationen.

##### Fahrverbot für Frauen bis 2018
Frauen durften bis zum Jahr 2018 nicht Auto fahren. Zwar gab es kein offizielles Verbot, jedoch wurden seit dem Jahr 1957 keine Führerscheine an Frauen ausgegeben. Im Oktober 2005 erklärte König Abdullah, dass sich daran in nächster Zeit nichts ändern werde. Mehrfach gab es Protestaktionen und Aktionen des zivilen Ungehorsams durch Frauen. Der König selbst unterstützte die Aufhebung des Fahrverbotes, machte diese jedoch von der Zustimmung der Allgemeinheit abhängig. Am 26. September 2017 kündigte die staatliche saudische Presseagentur SPA an, die Regierung werde im Auftrag König Salmans Regularien erarbeiten, um das Fahrverbot für Frauen ab Mitte 2018 aufzuheben. Am 4. Juni 2018 gab Saudi-Arabien erstmals Führerscheine an Frauen aus: Zehn Frauen, die bereits einen Führerschein eines anderen Staates hatten und einen zusätzlichen Test ablegten, erhielten an diesem Tag ihre Fahrerlaubnis. Seit dem 24. Juni 2018 ist es Frauen mit Führerschein offiziell gestattet, selbst am Steuer eines Kraftfahrtwagens zu sitzen. Offizielle saudi-arabische Stellen rechneten damit, dass etwa 2000 Frauen zu diesem Zeitpunkt den Führerschein erworben haben würden. Längerfristig wurde mit Hunderttausenden bis Millionen neuen Verkehrsteilnehmerinnen gerechnet und die Automobilindustrie machte im Vorfeld in Anzeigen ihr Interesse an den neuen potentiellen Kundinnen deutlich. Längerfristig wird auch mit einer Steigerung des Wirtschaftswachstums durch die vermehrte Teilnahme von Frauen am Wirtschaftsleben gerechnet.
Frauen ist es seit 2013 gestattet, Fahrrad zu fahren, allerdings nur, sofern sie dies in Erholungsgebieten in Begleitung eines männlichen Verwandten und unter Wahrung der gesetzlichen Bekleidungsvorschriften tun.

##### Bildung und Frauen-Universität
Erst seit 1966 dürfen Mädchen Schulen besuchen. Inzwischen ist im Bildungssektor die Liberalisierung so weit vorangeschritten, dass die Mehrheit der Studenten Frauen sind. Sie müssen die Vorlesungen von männlichen Dozenten am Bildschirm verfolgen, da in der Universität wie im gesamten öffentlichen Raum der Grundsatz gilt, dass Frauen keinerlei persönlichen Kontakt zu nichtverwandten Männern und Männer keinerlei persönlichen Kontakt zu nichtverwandten Frauen haben dürfen. Eine Zustimmung eines männlichen Verwandten zur Aufnahme eines Studiums ist mittlerweile nicht mehr erforderlich.
In Riad gibt es mit der Princess Nora bint Abdul Rahman University eine sehr großflächige Frauenuniversität. Nur durch automatischen Fahrbetrieb konnten bei einem internen Verkehrsmittel beide Bedingungen erfüllt werden, dass Frauen keine Fahrzeuge steuern – und (ohne Aufsicht) nicht mit männlichem Fahrpersonal zusammentreffen.

#### Moderne Hexenverfolgung
In Saudi-Arabien werden Menschen wegen angeblicher Zauberei oder Hexerei verfolgt und mit der Todesstrafe bedroht. Schwarze Magie und Zauberei zählen zu den Verbrechen, die während des Ramadan nicht begnadigt werden.

#### Situation von Ausländern
In Saudi-Arabien leben bei einer Gesamtbevölkerungszahl von ca. 33 Millionen Menschen etwa elf Millionen Ausländer. Laut Schätzungen des TV-Senders al Jazeera von 2013 halten sich bis zu 1,5 Millionen Ausländer ohne gültige Aufenthaltserlaubnis im Land auf. Eine große Zahl von Menschen aus nord- und ostafrikanischen Ländern arbeitet im Dienstleistungsgewerbe und Baugewerbe in Saudi-Arabien zu Lohntarifen weit unter denen für saudische Arbeiter. Der saudische Staat will die meist illegale Beschäftigung eindämmen und gründete 2013 eine eigene 1200 Mann starke Einsatztruppe, die seitdem Läden, Baustellen, Restaurants und andere Arbeitsplätze durchkämmt. Saudi-Arabien hatte im April 2013 den Einwanderern eine Frist von sieben Monaten zur Legalisierung ihres Aufenthalts gesetzt. Etwa eine Million Menschen reisten daraufhin aus und rund vier Millionen weitere fanden feste Arbeitsplätze und durften im Land bleiben.
Bei Unruhen in einem überwiegend von Ausländern bewohnten Viertel Riads im November 2013 sind nach Polizeiangaben Menschen getötet worden. Im Stadtteil Manfuhah hätten Einheimische und Ausländer die Polizei mit Steinen und Messern angegriffen, woraufhin Sicherheitskräfte eingeschritten seien. Ein Saudi-Araber und ein weiterer Mensch mit unbekannter Identität seien getötet worden. Weitere 68 Menschen wurden verletzt und mehr als 560 Menschen von der Polizei festgenommen. Hunderte illegale Einwanderer stellten sich nach den Ausschreitungen der Polizei und wurden mit Bussen in ein Abschiebezentrum gebracht.

#### Massentötung von äthiopischen Flüchtlingen
Siehe auch: Saudische Massentötung von äthiopischen Flüchtlingen
An der jemenitischen Grenze wurden nach Angaben von Human Rights Watch zwischen März und Juni 2023 mindestens mehrere hundert äthiopische Flüchtlinge getötet, die auf diesem Weg versuchten, nach Saudi-Arabien zu kommen. Dabei sollen auch Explosionswaffen genutzt worden sein. Seit 2014 werden demnach Flüchtlinge an der jemenitischen Grenze von der saudischen Grenzpolizei erschossen.
Die zum Großteil aus Frauen und Kindern bestehenden Gruppen äthiopischer Flüchtlinge werden gegen Bezahlung vorher von jemenitischen Schmugglern und zum Teil mit Hilfe der Houthis an die saudische Grenze zwischen Jemen und den Provinzen Dschazan, Nadschran und Asir gebracht. Die Flüchtlinge, die die Grenze überschreiten, werden dem Bericht zufolge beschossen und mit Steinen und Metallstangen geschlagen. Den Aussagen von überlebenden Flüchtlingen nach werden manche Männer dazu gezwungen, Mädchen zu vergewaltigen und exekutiert, wenn sie dies verweigern.

### Auslandsbeziehungen

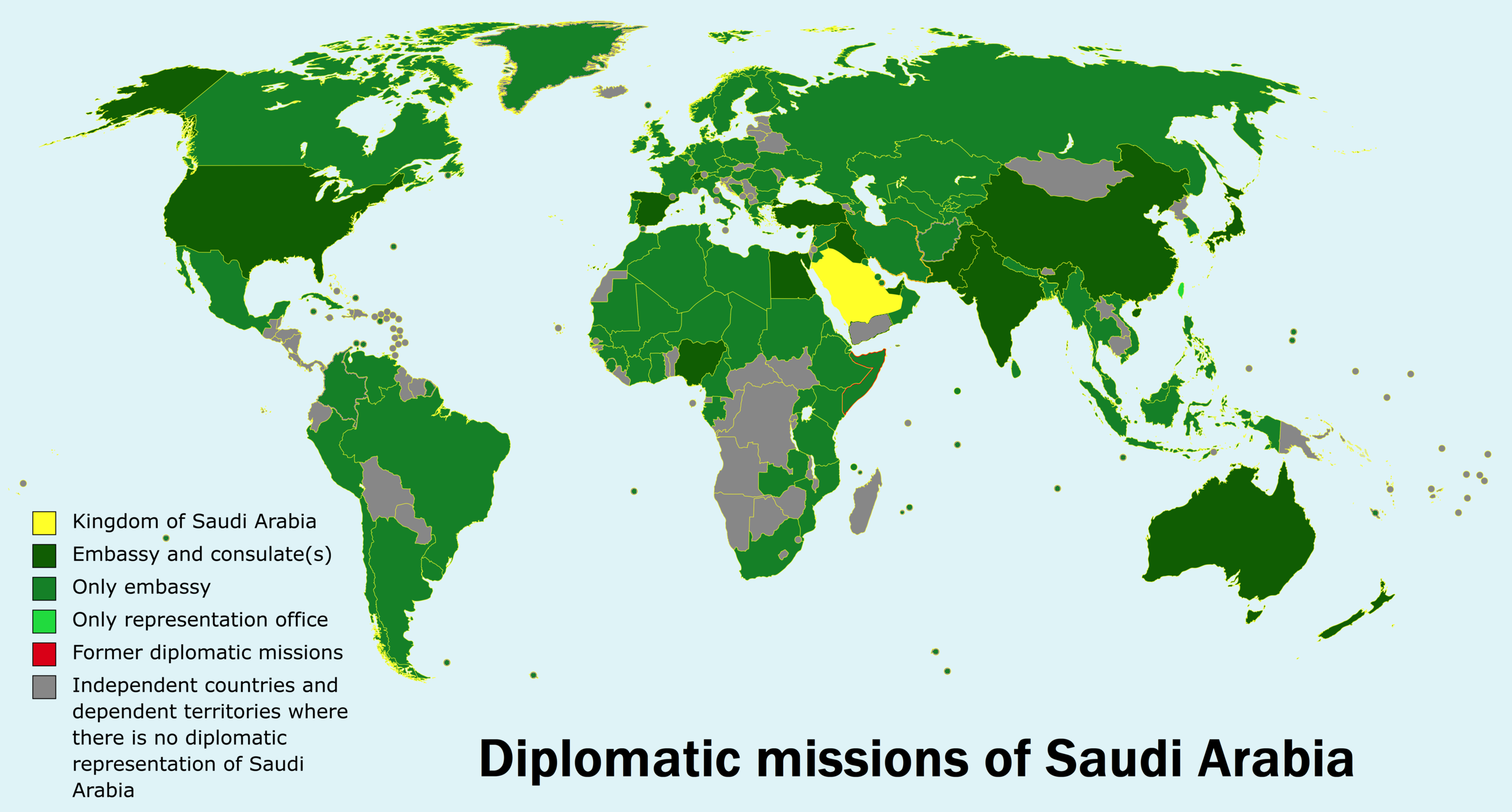
Standorte der diplomatischen Vertretungen Saudi-Arabiens

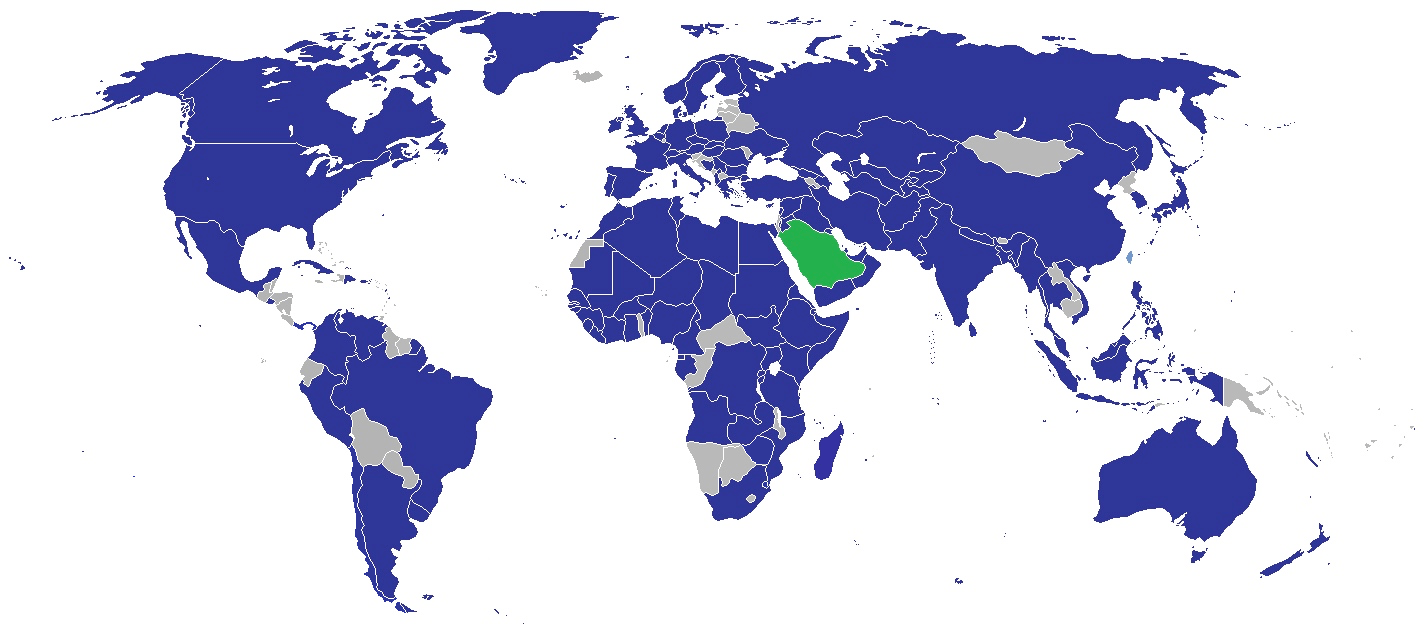
Länder mit diplomatischer Vertretung in Saudi-Arabien

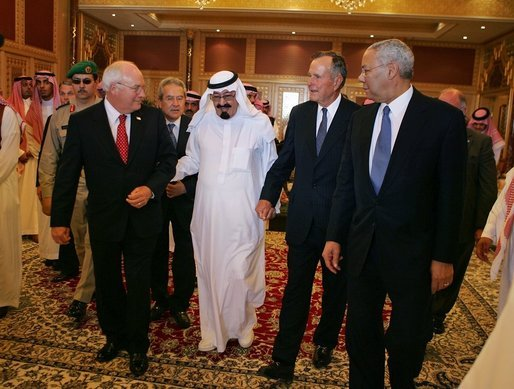
König Abdullah mit politischen Vertretern der Vereinigten Staaten

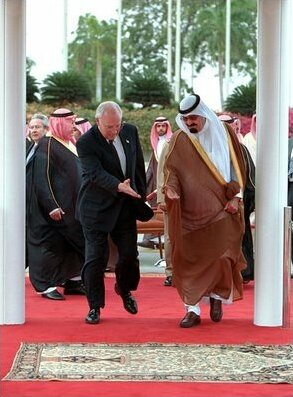
König Abdullah mit US-Vizepräsident Dick Cheney am 16. März 2002 in Dschidda

Saudi-Arabien genießt bei den anderen islamischen Ländern einen Sonderstatus, weil sich die beiden heiligsten Städte des Islams in diesem Land befinden.
Saudi-Arabien ist ein enger Verbündeter der Vereinigten Staaten. Das gute Verhältnis zu den Vereinigten Staaten ist ein zentrales Element der saudischen Außenpolitik. Die Vereinigten Staaten und das Königreich unterzeichneten im Februar 1945 einen Vertrag über eine Militärbasis im Persischen Golf, zur Palästina-Frage und ein Militärbündnis. Seitdem gelten die Vereinigten Staaten als enger Verbündeter des Königreiches. Während des dritten Golfkrieges jedoch verweigerte Saudi-Arabien den USA anfangs die Nutzung ihrer Militärstützpunkte auf saudischem Boden.
Die engen Beziehungen zwischen den beiden Ländern lassen sich als Tausch von Zugang zu Öl gegen Sicherheitsgarantien beschreiben. Die USA werden in weltweiten Medien deswegen oft als amerikanische Hegemonial- und Schutzmacht Saudi-Arabiens oder als großer Bruder beschrieben. Im Gegenzug forderten die USA in der Vergangenheit des Öfteren die Erhöhung der Erdöllieferungen an ihre Raffinerien, um den Preis zu senken und die Wirtschaftslage im Lande zu entspannen, zuletzt im März 2008 bei einem Treffen von Vizepräsident Dick Cheney mit König Abdullah.
Die Beziehungen zwischen Deutschland und Saudi-Arabien beruhen zu einem Großteil auf wirtschaftlichen Interessen und einem rüstungs- und sicherheitspolitischen Austausch. Im Hinblick auf den Hegemonialstreit mit Iran (bei der Militärintervention im Jemen 2015, in Syrien und im Irak) warnte der deutsche Auslandsnachrichtendienst BND allerdings vor einer zunehmend destabilisierenden Rolle Saudi-Arabiens, wobei das Wirken des seit Januar 2015 amtierenden saudischen Verteidigungsministers Mohammed bin Salman besonders kritisch betrachtet wurde: „Die bisherige vorsichtige diplomatische Haltung der älteren Führungsmitglieder der Königsfamilie“ werde durch eine „impulsive Interventionspolitik ersetzt“.
In jüngster Zeit nehmen die Beziehungen Saudi-Arabiens zur Türkei und besonders zur Volksrepublik China zu. Mit China schloss Saudi-Arabien 2022 ein Abkommen über eine umfassende strategische Partnerschaft unterzeichnet, welches die enge Anbindung an die USA zunehmend in Frage stellte. Auch zu Russland unter Wladimir Putin unterhalten die Saudis gute Kontakte. Beide Länder haben zusammen einen entscheidenden Einfluss auf den globalen Ölpreis.
Die in vielen Bereichen engen wirtschaftlich und politischen Beziehungen Saudi-Arabiens mit dem Nachbarstaat Vereinigte Arabische Emirate sind mitunter überschattet von geopolitischen Dissens und wirtschaftlicher Konkurrenz.

#### Haltung im Nahostkonflikt
An den militärischen Handlungen der Arabisch-Israelischen Kriege nahm das Königreich nicht teil; es unterstützte aber die gemeinsame Sache der Araber durch massive finanzielle Hilfe an die Palästinenser-Organisationen sowie durch zeitweilige Reduzierung der Erdöllieferungen in die westliche Welt unter König Faisal. Siehe: Ölkrise.
Saudi-Arabien befindet sich seit 1948 (Palästinakrieg) mit Israel offiziell im Kriegszustand, der Staat Israel wird weiterhin nicht anerkannt, politische Kontakte beider Länder gibt es nicht.
In den letzten Jahren setzt sich das Königreich für eine friedliche Lösung des Nahostkonfliktes ein. Aus saudischer Sicht sind ohne ein Engagement der USA im Friedensprozess Fortschritte nicht zu erreichen.
Im Jahr 2002 startete Abdullah die sogenannte „arabische Friedensinitiative“, in der viele den Beginn des saudischen Versuchs sahen, Frieden mit Israel zu schließen. Der Plan sah die Übergabe fast der gesamten israelisch besetzen Gebiete an die Palästinenser vor sowie die Anerkennung des Palästinenserstaates mit der Hauptstadt Ost-Jerusalem. Im Gegenzug bot Abdullah erstmals weitreichende Konzessionen an, darunter das Ende des arabisch-israelischen Konfliktes, einen Friedensvertrag sowie die Anerkennung Israels und die Aufnahme „normaler Beziehungen“ zwischen den arabischen Staaten und Israel. Der Plan wurde nach Kritik aus Israel wie auch aus arabischen Staaten aufgegeben.
König Abdullah gelang es, die verfeindeten palästinensischen Führer der Organisation Fatah und der islamistischen Terrorgruppe Hamas in der heiligen Stadt Mekka am 8. Februar 2007 zu einem Friedensvertrag zu weisen. Dieser sollte sich aber mittelfristig als wirkungsloses Mittel herausstellen, um die inneren Konflikte der Palästinenser nachhaltig zu lösen. Die Hamas verlangte von der saudischen Regierung in der Vergangenheit des Öfteren, dass sie nicht an Frieden mit Israel fördernden Maßnahmen wie der Nahost-Konferenz in den USA teilnehmen soll.

#### Beziehungen zu Iran und Syrien
Um den Atomstreit mit der Islamischen Republik Iran zu entschärfen, setzte Saudi-Arabien auf Diplomatie und eine friedliche Lösung, obwohl es inoffiziell im „Kalten Religionskrieg“ mit dem schiitischen Iran liegt. Ende 2007 wurde Mahmud Ahmadinedschad von König Abdullah zum Haddsch eingeladen, dies hatte vor allem einen symbolischen Wert, da es das erste Mal in Saudi-Arabiens Geschichte war, dass ein König einen schiitischen Führer offiziell zum Haddsch einlud. Es sollen dabei auch politische Themen besprochen worden sein. Beide Länder machten anschließend klar, dass sie auf „friedliche Koexistenz“ setzten. Die saudische Regierung sagte, dass sie gemeinsam mit den anderen Golfstaaten einen Militärschlag gegen Iran vermeiden und in der Angelegenheit des iranischen Atomprogrammes schlichten wolle. Das Königreich machte einen früheren Kompromissvorschlag für die friedliche Nutzung der Atomenergie im Nahen und Mittleren Osten: In einem neutralen Land soll Uran angereichert werden und den Staaten des Nahen Ostens zur Verfügung gestellt werden. Die iranische Regierung wies die Idee jedoch umgehend als „bedeutungslos“ zurück.

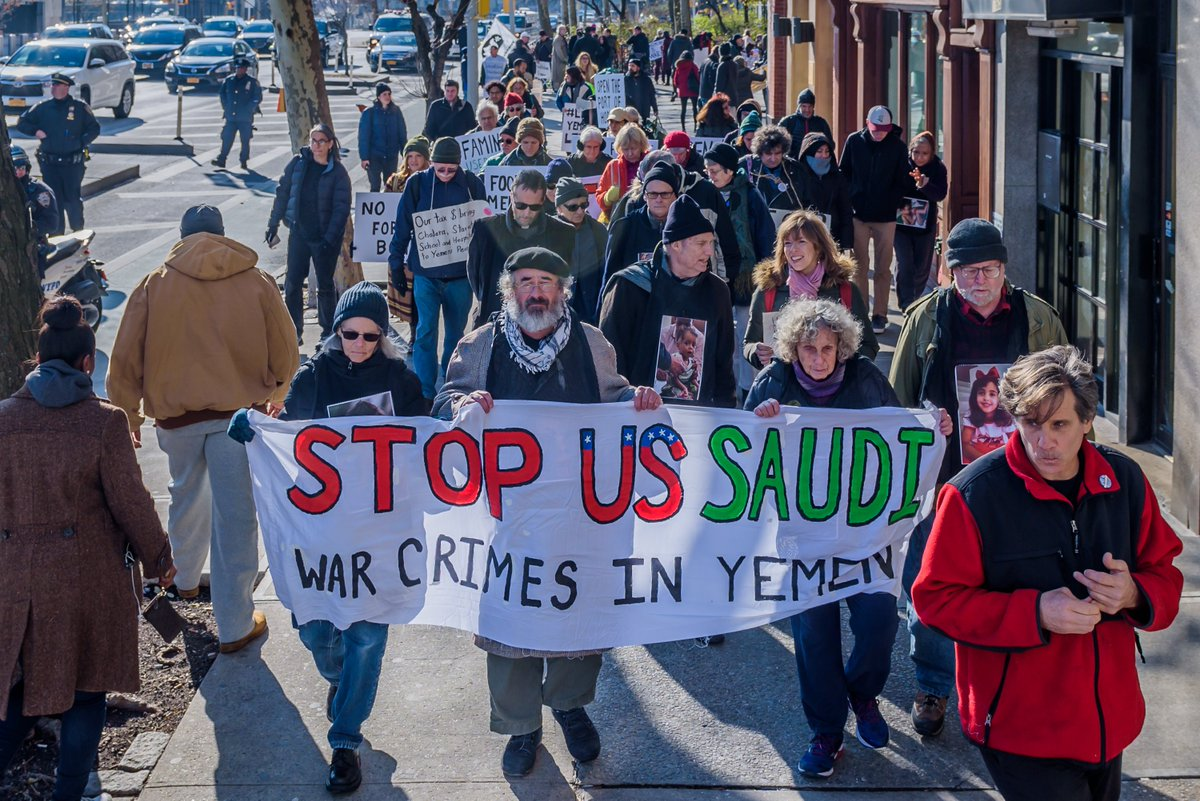
Protest gegen den Krieg im Jemen (2017)

Auch Saudi-Arabien hatte ein eigenes Atomprogramm. Im Zuge des Bürgerkrieges in Syrien stellte sich Saudi-Arabien auf die Seite der Opposition, welche sie auch mit Waffen beliefert. Ebenso unterstützt wird ein Militärschlag gegen Assad.
Seit der Hinrichtung des prominenten schiitischen Klerikers Nimr al-Nimr am 2. Januar 2016 zusammen mit 46 weiteren Personen, unter denen sich Terroristen, aber auch friedliche Oppositionelle befanden, herrscht eine ernsthafte diplomatische Krise der Beziehungen zu Iran. Am 3. Januar 2016 stürmten iranische Demonstranten die saudische Botschaft in Teheran und setzten sie teilweise in Brand. Der oberste Führer Irans, der Ajatollah Chamenei, drohte dem saudischen Königshaus mit der „Rache Gottes“. Noch am selben Tag gab daraufhin der saudische Außenminister den Abbruch der diplomatischen Beziehungen zu Iran bekannt. Am 4. Januar gab Saudi-Arabien auch die Beendigung aller wirtschaftlichen Beziehungen mit Iran inklusive des Flugverkehrs sowie die Ausweisung aller iranischen Staatsangehörigen bekannt.

#### Internationale Hilfsgelder
Der als streng dogmatisch geltende salafistische Islam ist vor allem im Königreich verbreitet, Saudi-Arabien gilt als dessen Heimat. Diese Strömung des Islams breitet sich durch finanzielle Hilfe Saudi-Arabiens und des Königs bei der Errichtung von Moscheen und Koranschulen in aller Welt weiter aus. Das Land steht damit im Verdacht, weltweit sunnitischen Extremismus zu exportieren. Saudi-Arabien unterstützt ebenfalls andere konservative Strömungen des Islams, so z. B. auch die Deobandis und die Ahl-i Hadīth.
Beim Kampf der islamischen Milizen in Afghanistan, der Mudschahedin, gegen die sowjetische Armee in den 1980er Jahren stellte das Königreich rund die Hälfte der Finanzen zur Verfügung, die andere Hälfte kam von den USA. Seit dem Jahre 2000 hat das Königreich über 307 Millionen US-Dollar Hilfsgelder für die Palästinenser bereitgestellt, weitere 230 Millionen für Afghanistan, auch unter der Herrschaft der Taliban.
Seit dem US-Einmarsch im Irak hat das Königreich 1 Milliarde US-Dollar zinsgünstige Darlehen an das Land verteilt und 187 Millionen US-Dollar Direkthilfe geleistet. Dazu kommen die privaten 10,3 Millionen US-Dollar des Prinzen al-Walid ibn Talal.
Des Weiteren sicherte der König für die kommenden Jahre dem Libanon 500 Millionen US-Dollar für den Wiederaufbau des Landes nach dem Libanonkrieg 2006 und weitere 250 Millionen Dollar für die Palästinenser zu. Weitere nennenswerte Hilfsgelder fließen in den Sudan.
Hilfsgelder fließen auch in die pakistanische Rüstungsindustrie. Weitgehend gesichert ist, dass Saudi-Arabien das pakistanische Atom-Programm „zu einem nicht unerheblichen Teil finanziert hat“, inoffiziell wird von 50 % gesprochen. Nach dem Erdbeben in Kaschmir 2005 stellte das Königreich zudem 153 Millionen US-Dollar Hilfsgelder zur Verfügung.
Inoffizielle Spendengelder, mit denen die Regierung nach eigenen Angaben nicht direkt zu tun hat, fließen unter anderem auch an die radikalislamische Hamas und sogar an die schiitische Terrororganisation der Hisbollah. Von den Millionen, die an saudische Hilfsorganisationen gespendet werden, sollen auch ein Teil in den Irak und nach Südostasien zu sunnitischen Widerstandsgruppen gehen.

#### König-Abdullah-Zentrum für interreligiösen und interkulturellen Dialog
Das König-Abdullah-Zentrum für interreligiösen und interkulturellen Dialog wurde von König Abdullah 2011 gegründet, 2012 in Wien eröffnet und wird von Spanien und Österreich mitgetragen. Das Zentrum sieht sich als inter-Regierungs-Organisation, welche den globalen Dialog und die Kooperation sowie den gegenseitigen Respekt zwischen Menschen unterschiedlichen Glaubens und Kultur stärken möchte.
Im Januar 2015 wurde in Österreichs Politik die Auflösung der Kooperation diskutiert, da die Ziele der Organisation im Widerspruch zur Menschenrechtspolitik des Landes gesehen wurden.

#### Mitgliedschaft in Organisationen
Saudi-Arabien war 1981 Gründungsmitglied des Golf-Kooperationsrats (Gulf Cooperation Council, GCC) und ist dessen Führungsmacht, weiterhin gehört es der Bewegung der Blockfreien Staaten an. Es ist das einzige arabische Land bei den G-20-Treffen.
Das Königreich ist daneben Mitglied in folgenden internationalen Organisationen:
| - Afrikanische Entwicklungsbank - Arabische Bank für Wirtschaftsentwicklung in Afrika - Arabischer Fonds für wirtschaftliche und soziale Entwicklung - Arabische Freihandelszone (AFTA bzw. GAFTA) (seit 1988) - Arabische Liga (seit 1945) - Arabischer Währungsfonds - Bank für Internationalen Zahlungsausgleich - Bewegung der Blockfreien Staaten - Ernährungs- und Landwirtschaftsorganisation - G-20 - G-77 - Golf-Kooperationsrat (1981) - Internationale Atomenergie-Organisation - Internationale Bank für Wiederaufbau und Entwicklung - Internationale Zivilluftfahrtorganisation - Internationale Handelskammer - Internationale Rotkreuz- und Rothalbmond-Bewegung - Internationale Entwicklungsorganisation - Islamische Entwicklungsbank - Internationaler Fonds für landwirtschaftliche Entwicklung - Internationale Finanz-Corporation - Internationale Arbeitsorganisation - Internationaler Währungsfonds (seit 1957) - Internationale Seeschifffahrts-Organisation | - Inmarsat - Intelsat - Interpol - Internationales Olympisches Komitee - Internationale Organisation für Normung - Internationale Fernmeldeunion - Konferenz der Vereinten Nationen für Handel und Entwicklung - Organisation Amerikanischer Staaten (Beobachter) - Organisation der arabischen Erdöl exportierenden Staaten - Organisation erdölexportierender Länder (OPEC) - Organisation der Islamischen Konferenz - Organisation für das Verbot chemischer Waffen - Organisation der Vereinten Nationen für Erziehung, Wissenschaft und Kultur - Organisation der Vereinten Nationen für industrielle Entwicklung - Vereinte Nationen - Weltbank - Weltgewerkschaftsbund - Weltgesundheitsorganisation - Welthandelsorganisation (seit 2005) - Weltorganisation für geistiges Eigentum - Weltorganisation für Meteorologie - Weltpostverein - Wirtschafts- und Sozialkommission für Westasien - Weltzollorganisation |

### Streitkräfte
Die Streitkräfte des Königreiches Saudi-Arabien (arabisch القوات المسلحة الملكية العربية السعودية) mit einer Gesamtstärke von ungefähr 230.000 Mann gelten nach denen Israels als eine der schlagkräftigsten des Nahen Ostens. Sie bestehen aus den fünf Teilstreitkräften
- Bodenstreitkräfte
- Luftstreitkräfte
- Marine
- Nationalgarde (SANG), die auch im Inland die Polizei unterstützt
- Saudi Special Emergency Forces, eine Antiterroreinheit

Es gibt keine Wehrpflicht, die Streitkräfte sind eine reine Berufsarmee, das Mindestalter für den Eintritt beträgt achtzehn Jahre. In den saudischen Streitkräften können auch Frauen dienen. Auch aufgrund des starken Bevölkerungswachstums konnte das saudi-arabische Militär in den letzten Jahrzehnten erheblich ausgebaut werden. Mitte der 1980er Jahre lag die Truppenstärke noch bei ca. 60.000 Mann.
Mit 63 Milliarden US-Dollar hatte das Land 2016 die weltweit vierthöchsten Militärausgaben hinter den USA, China und Russland. Saudi-Arabien gab mehr als 10 % seiner Wirtschaftsleistung für seine Streitkräfte aus, eine der höchsten Raten der Welt und eine Belastung für den Staatshaushalt des Landes.

#### Waffenkauf in Deutschland
Bild am Sonntag berichtete, dass der Bundessicherheitsrat am 21. Januar 2015 beschlossen hat, Waffenexporte nach Saudi-Arabien zu stoppen, indem Exportanträge abgelehnt oder vertagt wurden.
2013 genehmigte der Bundessicherheitsrat der BRD noch Waffenexporte für 360 Millionen Euro. In einer Umfrage von Emnid für Bild am Sonntag lehnten 60 % der Deutschen (503 Befragte) angesichts der Menschenrechtsverletzungen ab, überhaupt weiter Geschäfte mit Saudi-Arabien zu machen, Waffenexporte dorthin lehnten 78 % ab. Laut Rüstungsexportbericht wurden 2016 dennoch für fast 500 Millionen Euro Rüstungsgüter von der Bundesregierung bewilligt. Der ehemalige Bundesminister für Wirtschaft und Energie, Sigmar Gabriel, sprach dabei von „restriktiver und verantwortungsvoller Rüstungsexportpolitik“.
Zwar stiegen die Waffenimporte Saudi-Arabiens zwischen 2011 und 2015 stark an, allerdings sind die Hauptversorger von Waffen für Saudi-Arabien die USA (46 %), das Vereinigte Königreich (30 %) und Spanien (5,9 %).

### Verwaltung
Das Land ist in 13 Provinzen (Singular: minṭaqa, Plural: manāṭiq) unterteilt. Außerdem sind die Provinzen in insgesamt 118 Gouvernements gegliedert.
Alle Provinzgouverneure werden vom König ernannt. Dörfer werden in der Regel von einem Dorf- oder Ältestenrat regiert.
| Nr. | Provinz                       | Einwohnerzahl 2017 |
| --- | ----------------------------- | ------------------ |
| 1   | al-Baha                       | 0.491.900          |
| 2   | al-Hudud („Nordregion“)       | 0.383.100          |
| 3   | al-Dschauf                    | 0.528.400          |
| 4   | Medina                        | 2.154.100          |
| 5   | al-Qasim                      | 1.464.800          |
| 6   | ar-Riyad                      | 8.276.700          |
| 7   | asch-Scharqiyya („Ostregion“) | 4.977.500          |
| 8   | Asir                          | 2.288.500          |
| 9   | Ha'il                         | 0.715.400          |
| 10  | Dschāzān                      | 1.636.600          |
| 11  | Mekka                         | 8.479.400          |
| 12  | Nadschran                     | 0.607.100          |
| 13  | Tabuk                         | 0.946.300          |

## Wirtschaft

### Wirtschaftsstruktur
Saudi-Arabien ist die größte Volkswirtschaft im arabischen Raum, so ist das Bruttoinlandsprodukt pro Kopf 38-mal so groß wie das des Jemen und 16-mal so groß wie das von Ägypten. Das Land stellte 1993 einen Beitrittsantrag für die WTO und wurde 2005 aufgenommen. Der Beitritt hat die internationale Öffnung des saudischen Marktes beschleunigt.
Die Wertpapierbörse ist der Tadawul mit ihrem Leitindex, dem Tadawul All Share index.
Nach den Bodenschätzen ist der Dienstleistungssektor, insbesondere der Tourismus mit alljährlich mehr als drei Millionen Pilgern, ein wichtiger Wirtschaftssektor.
Die Währung im Königreich ist der Saudi-Riyal, er hat eine feste Wechselkursbindung zum US-Dollar. 12 % der Saudis erwirtschaften in der Landwirtschaft 3 % des BIP, während 25 % der Beschäftigten in der Industrie tätig sind. Mit 63,7 % des BIP erwirtschaftet dieser Sektor den größten Gewinn. Mit 63 % Beschäftigung im Dienstleistungssektor ist dieser der größte Sektor. Dort werden 33 % des BIP erwirtschaftet.
Im Jahre 2015 führte Saudi-Arabien Waren im Werte von 201,5 Milliarden US-Dollar (davon Öl und Ölprodukte: ca. 90 %) aus, während sich die Importe auf 163,8 Milliarden US-Dollar beliefen, sodass – wie in den Vorjahren – in der Handelsbilanz ein stabiler Überschuss von 37,7 Milliarden US-Dollar bestand, der in den letzten Jahren aufgrund des Ölpreisverfalls abnahm. Die wichtigsten Empfängerländer saudi-arabischer Ausfuhren sind China, Japan, die USA und inzwischen auch Südkorea und Indien; die wichtigsten Einfuhrländer sind die USA, China, Japan, Deutschland und Südkorea. Die Einfuhren aus Deutschland nehmen kontinuierlich zu, so ist der Import von Maschinen aus Deutschland im Jahre 2006 um 55,2 % und der Import von Eisen- und Stahlerzeugnissen um 90,16 % gestiegen. Im Jahr 2015 führte Saudi-Arabien Waren im Wert von 7,3 Mrd. Euro aus Deutschland ein. Die Ausfuhren beliefen sich auf 0,9 Milliarden Euro.
Im Jahr 2005 sollen die ca. sechs Millionen Gastarbeiter Überweisungen in ihre Heimatländer in Höhe von 14 Milliarden US-Dollar getätigt haben. Das Land hält hohe Devisenreserven (492 Mrd. USD im April 2017). Das Land verfügt mit dem Public Investment Fund und mit den SAMA Foreign Holdings (Teil der Saudi Central Bank) über zwei Staatsfonds.
Im Global Competitiveness Index, der die Wettbewerbsfähigkeit eines Landes misst, belegte Saudi-Arabien Platz 30 von 137 Ländern (Stand 2017–2018). Der Index für wirtschaftliche Freiheit 2024 des Landes war der 69 höchste von 176 Ländern.
Dank seines Reichtums kann das Land es sich leisten, seine Bevölkerung mit großzügigen Sozialleistungen zu versorgen, und es sichert so politische Stabilität im Inneren. Zunehmender Druck auf den Staatshaushalt durch den niedrigen Ölpreis 2015 bis 2021 zwang das Land aber, seine Einnahmequellen zu diversifizieren. Mit dem Reformvorhaben „Vision 2030“ sollte dies verwirklicht werden.
Lange galten großzügige Subventionen auf Wasser und Benzin. Dieser Kurs wurde jedoch 2018 deutlich angepasst. Seither gibt es eine Mehrwertsteuer – und Benzin ist drastisch teurer. Ein Liter Super kostet nun umgerechnet 45 Euro-Cent – mehr als doppelt so viel wie zuvor. Damit wolle man den schnellen Anstieg des Energieverbrauchs im Land bremsen, so das Ministerium.
| Jahr                                    | 2010   | 2015   | 2016   | 2017   | 2018   | 2019   | 2020   | 2021   | 2022   | 2023   |
| --------------------------------------- | ------ | ------ | ------ | ------ | ------ | ------ | ------ | ------ | ------ | ------ |
| BIP in Mrd. USD (Kaufkraftparität)      | 1.063  | 1.502  | 1.545  | 1.587  | 1.712  | 1.689  | 1.434  | 1.717  | 1.977  | 2.033  |
| BIP pro Kopf in USD (Kaufkraftparität)  | 44.339 | 50.387 | 49.919 | 51.238 | 56.700 | 56.188 | 45.434 | 55.768 | 61.441 | 61.933 |
| BIP-Wachstum (real)                     | 5,0 %  | 4,5 %  | 1,9 %  | 0,9 %  | 3,2 %  | 1,1 %  | −3,6 % | 5,1 %  | 7,5 %  | −0,8 % |
| Inflation (in Prozent)                  | 3,7 %  | 1,2 %  | 2,1 %  | −0,8 % | 2,5 %  | −2,1 % | 3,4 %  | 3,1 %  | 2,5 %  | 2,3 %  |
| Staatsverschuldung (in Prozent des BIP) | 8 %    | 6 %    | 13 %   | 17 %   | 18 %   | 22 %   | 31 %   | 29 %   | 24 %   | 26 %   |

#### Arbeitsmarkt
Die gesamte Arbeitslosenquote lag im Jahr 2017 bei 5,8 % und für die einheimische Bevölkerung bei 12,8 %. 2005 arbeiteten 6,7 % aller Arbeitskräfte in der Landwirtschaft, 21,4 % in der Industrie und 71,9 % im Dienstleistungssektor. Die Gesamtzahl der Beschäftigten wird für 2017 auf 13,8 Millionen geschätzt.
Den Frauen wird zwar das Recht auf Beschäftigung in allen Bereichen eingeräumt. Sie dürfen allerdings nachts nicht arbeiten, haben jedoch Anspruch auf Mutterschutz und in größeren Betrieben (ab 50 Mitarbeiter) auf Tagesmütter oder sogar (ab 100 Mitarbeiterinnen) auf einen Kindergarten. Frauen stellen derzeit (2017) 16,2 % der Beschäftigten, inzwischen weisen Frauen eine höhere Hochschulabsolventenquote auf als Männer. Frauen arbeiten hauptsächlich in den Bereichen Erziehung, soziale Dienste, Gesundheit und Medien.
Am 23. April 2006 trat ein neues Arbeitsgesetz in Kraft. Wichtigstes arbeitsmarktpolitisches Instrument darin ist das Saudisierungsprogramm, das die ca. sechs Millionen Gastarbeiter zunehmend durch eigene Staatsangehörige ersetzen soll. Die Unternehmen sind verpflichtet, ihren Anteil an saudi-arabischen Arbeitskräften auf 75 % zu erhöhen. Der Arbeitsminister kann diesen Prozentsatz herabsetzen, wenn keine qualifizierten saudi-arabischen Arbeitskräfte zur Verfügung stehen.
Das neue Arbeitsgesetz stärkt die Rechte der Gastarbeiter: Arbeitgeber sind zu schriftlichen Arbeitsverträgen sowie zur Übernahme sämtlicher Kosten der Ein- und Ausreise und zur Gewährung von Urlaub verpflichtet. Andererseits sieht das Gesetz auch eine Ausbildungsverpflichtung der Betriebe vor, um die Gastarbeiter schrittweise durch saudische Arbeitskräfte zu substituieren. Eine strikte Visumpolitik begleitet dieses Programm. So soll nach dem Willen des Arbeitsministers die Zahl der Visa für ausländische Arbeitnehmer erheblich – um 100.000 Visa jährlich – reduziert werden. Gleichzeitig gibt es Mindestquoten für den Einsatz einheimischer Arbeitskräfte in der Privatwirtschaft, um der Jugendarbeitslosigkeit vorzubeugen; diese bevorzugen jedoch Arbeitsplätze in der Verwaltung und sind in der Regel schlecht qualifiziert.
Wegen des Einbruchs der Erlöse aus dem Erdölexport und der wegfallenden Subventionierung vieler Arbeitsplätze sowie der absehbaren Einkommensverluste der Führungselite und der Mittelschichten wird eine stark steigende Arbeitslosigkeit unter den ca. 9 Millionen ausländischen Arbeitern vorhergesagt; jedoch können wichtige Positionen in der Privatwirtschaft nicht mit den dafür nicht hinreichend qualifizierten Inländern besetzt werden. Es droht also gerade bei den Inländern ein Anstieg der Jugendarbeitslosigkeit.

#### Vision 2030
Die „Vision 2030“ ist ein wirtschaftliches Projekt der saudischen Führung, dessen Details am 25. April 2016 von Kronprinz Mohammed bin Salman verkündet wurden. Der Plan sieht unter anderem vor, Saudi-Arabiens Abhängigkeit vom Erdöl deutlich zu verringern. So soll der Anteil von Öl und Gas am Bruttoinlandsprodukt Saudi-Arabiens von heute 47 % auf 11 % im Jahr 2030 gesenkt werden. Mindestens ein Viertel der Elektrizität soll aus Sonnenenergie gewonnen werden. Insgesamt soll im Rahmen der grünen saudi-arabischen Initiative die Hälfte des Energieverbrauchs durch erneuerbare Energiequellen erzeugt werden. Teil der Vision 2030 ist, den Anteil der Frauen an der Erwerbsbevölkerung erheblich zu erhöhen. Des Weiteren will das Land gezielt in die Ausbildung der jungen Bevölkerung und ihre Beschäftigungssituation sowie in die Infrastruktur des Königreiches investieren. Um an das benötigte Geld zu kommen, wird es Steuererhöhungen geben und Teile des staatlichen Ölkonzerns Saudi Aramco sollen verkauft werden. Im Rahmen des Projekts sind derzeit (Stand: Januar 2023) mehrere Megaprojekte im Bau, beispielsweise die Planstädte Neom oder The Line. Besonders letztere bezeichnet das Regime als eine Revolution der Zivilisation, wenngleich das Projekt international aus unterschiedlichen Gründen in der Kritik steht. Das Land versucht zudem ausländische Investoren anzulocken und plant dafür Hürden für ausländische Investitionen abzubauen. Der Plan, das Land für den weltweiten Tourismus (abseits von muslimischen Pilgern) zu öffnen, wird trotz der Einführung eines Tourismus-Visums teilweise als überambitioniert und unrealistisch bewertet, da er einen Mentalitäts- und Kulturwechsel seiner Bevölkerung sowie der politischen Führung voraussetzt.
Der Plan gilt als Lieblingsprojekt des jungen Kronprinzen Mohammed bin Salman.

#### Außenhandel
| in Mrd. US-Dollar und seine Veränderung gegenüber dem Vorjahr in Prozent | in Mrd. US-Dollar und seine Veränderung gegenüber dem Vorjahr in Prozent | in Mrd. US-Dollar und seine Veränderung gegenüber dem Vorjahr in Prozent | in Mrd. US-Dollar und seine Veränderung gegenüber dem Vorjahr in Prozent | in Mrd. US-Dollar und seine Veränderung gegenüber dem Vorjahr in Prozent | in Mrd. US-Dollar und seine Veränderung gegenüber dem Vorjahr in Prozent | in Mrd. US-Dollar und seine Veränderung gegenüber dem Vorjahr in Prozent |
| ------------------------------------------------------------------------ | ------------------------------------------------------------------------ | ------------------------------------------------------------------------ | ------------------------------------------------------------------------ | ------------------------------------------------------------------------ | ------------------------------------------------------------------------ | ------------------------------------------------------------------------ |
|                                                                          | 2018                                                                     | 2018                                                                     | 2019                                                                     | 2019                                                                     | 2020                                                                     | 2020                                                                     |
| Mrd. USD                                                                 | % gg. Vj.                                                                | Mrd. USD                                                                 | % gg. Vj.                                                                | Mrd. USD                                                                 | % gg. Vj.                                                                |                                                                          |
| Einfuhr                                                                  | 135,2                                                                    | +0,5                                                                     | 144,3                                                                    | +6,7                                                                     | 131,3                                                                    | −9,0                                                                     |
| Ausfuhr                                                                  | 294,5                                                                    | +32,8                                                                    | 251,8                                                                    | −14,5                                                                    | 185,7                                                                    | −26,3                                                                    |
| Saldo                                                                    | +159,3                                                                   |                                                                          | +107,5                                                                   |                                                                          | +54,4                                                                    |                                                                          |

| Export (in Prozent) nach     | Export (in Prozent) nach | Import (in Prozent) von      | Import (in Prozent) von |
| ---------------------------- | ------------------------ | ---------------------------- | ----------------------- |
| Vereinigte Arabische Emirate | 5,1                      | Volksrepublik China          | 19,8                    |
| Volksrepublik China          | 3,8                      | Vereinigte Staaten           | 10,6                    |
| Indien                       | 3,2                      | Vereinigte Arabische Emirate | 8,2                     |
| Ägypten                      | 2,7                      | Indien                       | 5,3                     |
| Vereinigte Staaten           | 1,7                      | Deutschland                  | 4,9                     |
| Singapur                     | 1,6                      | Japan                        | 4,0                     |
| sonstige Länder              | 81,9                     | sonstige Länder              | 47,2                    |

#### Staatshaushalt
Aufgrund hoher Ölpreise ab 2003 – als weltweit größter Erdölproduzent – konnte Saudi-Arabien in der Gesamtschau betrachtet, trotz Wirtschaftsschwankungen und Weltwirtschaftskrise ab 2007, massive Haushaltsüberschüsse erwirtschaften. So lag 2010 das Haushaltsdefizit bei 23,4 Mrd. USD. Der Haushaltsüberschuss stieg jedoch 2011 mit 77,63 Mrd. USD auf 99,75 Mrd. USD 2012, sackte dann 2013 auf einen Überschuss von 54,9 Mrd. USD, fiel 2014 mit den Sinken des Ölpreises auf ein Defizit von 39 Mrd. USD und schließt 2015 mit einem Haushaltsdefizit von 98 Mrd. USD. Um das Defizit von ca. 15 % des BIP im Jahr 2015 zu verringern, kündigte die Regierung an, Subventionen für Wasser, Strom und Treibstoff zu kürzen.
Der Staatshaushalt umfasste 2016 Ausgaben von umgerechnet 236,7 Milliarden US-Dollar, dem standen Einnahmen von umgerechnet 149,7 Mrd. US-Dollar gegenüber. Daraus ergibt sich ein Haushaltsdefizit in Höhe von 15,1 % des Bruttoinlandsprodukts (BIP).
Die Staatsverschuldung betrug 2016 79,3 Milliarden US-Dollar oder 12,4 % des Bruttoinlandsprodukts.
Von der amerikanischen Ratingagentur Standard & Poor’s werden die Staatsanleihen des Landes mit der Note A− bewertet (Stand Januar 2019).
2020 betrug der Anteil der Staatsausgaben (in % des BIP) folgender Bereiche:
- Gesundheit: 5,5 % (2018)
- Bildung: 7,8 %
- Militär: 7,0 % (2023)

### Bodenschätze
Die wichtigsten Bodenschätze Saudi-Arabiens sind: Erdöl, Erdgas, Gold, Kalkstein, Gips, Marmor, Ton, Salz, Eisenerz und Phosphor.

#### Erdöl

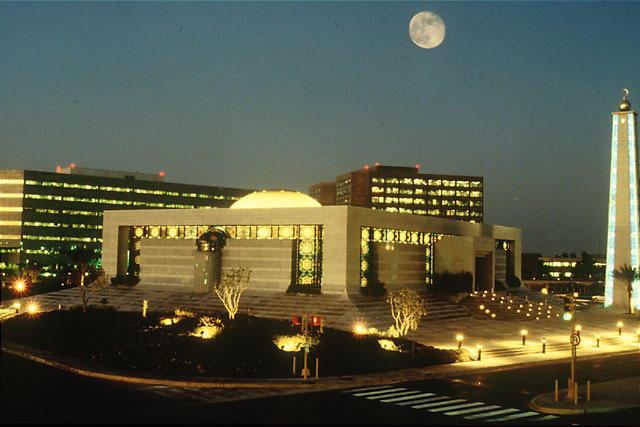
Aramco, der nationale Erdölförderkonzern und der größte Erdölkonzern der Welt, Hauptquartier in Zahran

Saudi-Arabien besitzt die weltweit zweitgrößten Erdölreserven und gehört zu den größten Förderern. Das Land ist ein führendes Mitglied der OPEC. Die Erdölförderung wurde 1938 von der Standard Oil of California (SoCal) aufgenommen, und 1944 begann der Ölexport. Die heutige Erdölfördergesellschaft Saudi Aramco ging 2019 an die Börse und gilt seitdem als der wertvollste Konzern der Welt.
Im Jahre 2000 stammten 12,3 % des weltweit geförderten Erdöls aus Saudi-Arabien. Die Vorräte belaufen sich auf 35 bis 36 Milliarden Tonnen bzw. 262,7 Milliarden Barrel, was 25 % aller bekannten Erdölreserven der Welt sind. Das Land besitzt die achtgrößte Raffineriekapazität der Welt. Da die aus der Raffinierung hergestellten Produkte wie Heizöl, Benzin, Kerosin und Diesel den Bedarf im Königreich bei weitem übersteigen, werden diese an Länder exportiert, die keine eigene Raffinerie-Industrie besitzen.
Mit Ausnahme des vorübergehenden Ölboykotts im Gefolge des Jom-Kippur-Krieges hat das Königreich für den Westen eine verlässliche und konstruktive Rolle gespielt, insbesondere während des Kalten Krieges und der Islamischen Revolution in Iran. Auch der Zweite Golfkrieg im Jahr 1991 wäre ohne Saudi-Arabien schwerlich führbar gewesen: Es warf seine gesamte Reservekapazität auf den Markt, um den Verlust irakischer und kuwaitischer Produktion auszugleichen, und stabilisierte so die Märkte.
Die Bedeutung Saudi-Arabiens bemisst sich nicht allein anhand hoher Produktion und Ölvorkommen, sondern auch anhand seiner Rolle als „Engpassbegleicher“ im Weltölmarkt: Es verfügt über Reservekapazitäten, die in Zeiten der Angebotsknappheit auf den Markt geworfen und in Zeiten des Überflusses wieder zurückgezogen werden können.
In der Vergangenheit (bis 2006) förderte Saudi-Arabien pro Tag am meisten Erdöl, zuletzt über 9 Millionen Barrel. Im Jahre 2006 wurden weltweit 3,942 Milliarden Tonnen Erdöl gefördert, das meiste davon, 525,0 Millionen Tonnen, aus dem Königreich (siehe Erdöl/Tabellen und Grafiken). Seit 2007 fördert Russland mit über 9,4 Millionen Barrel pro Tag mehr, während die Förderung Saudi-Arabiens erstmals seit 2004 auf unter 9 Millionen, nämlich durchschnittliche 8,7 Millionen Barrel pro Tag, zurückging. Ghawar, das größte Erdölfeld der Welt, aus dem etwa 6 % der Weltförderung stammen, liegt im Königreich. Experten gehen davon aus, dass Saudi-Arabien gezielt seine Fördermengen gedrosselt hat, um den Ölpreis zu erhöhen. Die Vereinigten Staaten forderten in jüngster Zeit des Öfteren, die Förderquoten wieder zu erhöhen. Im März 2008 hat das Königreich eine höhere Förderung in Aussicht gestellt; man werde seine Förderung und Raffineriekapazitäten wieder hochfahren, das Land werde mit Produzenten und Verbrauchern zusammenarbeiten, um „schädliche Spekulationen“ zu vermeiden. In einem Krisengipfel am 22. Juni 2008, sagte König Abdullah, man wolle die Förderung auf 9,7 Millionen Barrel pro Tag erhöhen, um den Ölpreis zu senken. Saudi-Arabien ist der größte Erdölexporteur weltweit, im Jahr 2006 förderte das Königreich 525 Millionen Tonnen Erdöl, davon exportierte es 360 Millionen Tonnen, das entspricht 16,2 % des exportierten Erdöls weltweit (siehe Erdöl Tabelle für Export).
Das Königreich gilt als die Hauptstütze der weltweiten Erdölproduktion: über 16 % des weltweiten Erdöls kommen ausschließlich aus diesem Staat mit 49 bekannten Ölfeldern und 28 Gasfeldern. 92 % der saudischen Produktion 2002 stammen aus nur sieben Riesenölfeldern; die sechs davon mit einer Fördermenge von mehr als 300.000 Fass pro Tag sind:

Verteilung der weltweiten Erdölreserven, Kanada einschließlich Ölsande

| Ölfeld   | gefunden | Produktion 2000 |
| -------- | -------- | --------------- |
| Ghawar   | 1948/49  | ≈4,5 mbpd       |
| Abqaiq   | 1940     | ≈0,6 mbpd       |
| Shayba   | 1975     | ≈0,6 mbpd       |
| Safaniya | 1951     | ≈0,5 mbpd       |
| Zuluf    | 1965     | ≈0,5 mbpd       |
| Berri    | 1964     | ≈0,4 mbpd       |

(mbpd: Millionen Fässer pro Tag)

##### Peak Oil
In jüngster Zeit ist zu erkennen, dass die Erdölproduktion aus diesen sieben Feldern zurückgeht, allerdings ist der Grad der Erschließung der saudischen Ölfelder nach wie vor nicht mit dem der US-amerikanischen vergleichbar.
Im April 2006 gab Aramco bekannt, dass sämtliche ihrer älteren Ölfelder ihre Stagnationsphase erreicht haben und die Förderrate um 8 % pro Jahr fallen werde. Dies stimmt mit den Ergebnissen des texanischen Investmentbankers und Ölexperten Matthew Simmons überein. Eine Steigerung der Förderung in diesen alten Feldern gelang nur mit deutlich mehr Bohrtürmen, eine weitere Steigerung der Erdölproduktion ist daher nur mit der Anzapfung anderer Erdölfelder möglich.
Mit dem Manifa-Erdölfeld besitzt Saudi-Arabien einen weiteren beachtlichen Vorrat an Erdöl, der noch nicht angezapft wurde.

#### Erdgas
Saudi-Arabien besitzt die viertgrößten Erdgasreserven weltweit, in der Förderung rangiert es (ARAMCO) auf dem siebten Platz (siehe auch: Erdgas/Tabellen und Grafiken). Saudi-Arabien gehört mit zu den Ländern, die in der sogenannten strategischen Ellipse liegen.

### Elektrizitätswirtschaft
Öl und Gas
Saudi-Arabien deckt seinen Strombedarf fast ausschließlich mit Öl- und Gaskraftwerken (Stand 2017).
Erneuerbare Energie
Zukünftig sollen die Energiequellen weiter diversifiziert werden. Binnen sechs Jahren sollen Erneuerbare Energien wie Windenergie und Solarenergie 10 Prozent der Stromerzeugung decken. Erste Ausschreibungen für Wind- und Solarenergie fanden bereits statt. Laut Energieminister Chaled al-Falih soll der Umbau der Stromversorgung ähnlich einschneidende Effekte haben wie die Entdeckung der Ölquellen während der 1930er Jahre.
Mit Stand 2013 sollten bis 2032 ca. 41 GW an Photovoltaikanlagen installiert werden. Im März 2018 wurden von dem Unternehmen Softbank und dem saudi-arabischen Kronprinzen Mohammed bin Salman deutlich umfangreichere Ausbaupläne für die Photovoltaik vorgestellt. Demnach soll in Saudi-Arabien bis 2030 ein Solarpark entstehen, der nach und nach auf eine Leistung von 200 GW ausgebaut wird. Die Investitionssumme für das Projekt wird mit ca. 200 Mrd. Dollar angegeben. Gegenüber dem gegenwärtigen, aus Öl und Gas bestehenden Strommix Saudi-Arabiens, soll der Solarstrom etwa 40 Mrd. Dollar an Stromkosten einsparen. Das Projekt wurde im September 2018 zugunsten einer breiteren Strategie zum Ausbau erneuerbarer Energien abgebrochen. Bis 2060 plant Saudi-Arabien Klimaneutral zu werden und dafür in über 80 Projekten knapp 188 Mrd. Dollar zu investieren.
Kernenergie
Längerfristig setzt die Regierung auch auf Kernenergie, zu den Bodenschätzen gehört nämlich auch uranhaltiges Erz. Im März 2018 verabschiedete das Kabinett ein Konzept zur Errichtung von 16 Nuklearkraftwerken im Land. Da sich aber die Urananreicherungsanlagen auch zur Herstellung waffenfähigen Materials eignen, entsteht damit im Nahen Osten eine neue Gefahr. Saudi-Arabiens Kronprinz Mohammed bin Salman teilte dazu unmissverständlich mit: „Saudi-Arabien will keine Atombombe besitzen. Wenn der Iran aber eine baut, werden wir, ohne jeden Zweifel, so schnell wie möglich nachziehen“. Die USA mit ihrer Firma Westinghouse Electric sind stark an dem Auftrag zum Bau der Kernkraftwerke im Land interessiert, der einen Umfang von mindestens 80 Milliarden Dollar ausmacht. 2019 wurde vermutet, 2020 könnte ein erster Forschungsreaktor nahe der Hauptstadt in Betrieb gehen.

### Industrie
Etwa 25 % der Beschäftigten im Königreich Saudi-Arabien sind im Industriesektor tätig.
Der bedeutendste Industriezweig ist die Erdölraffinerie, gefolgt von der Erdgasraffinerie. Außerdem sind Grunderzeugnisse der Petrochemie, Dünger, Zement, Stahl, Textilien wichtige Exportprodukte.
Der König setzte 2005 den Grundstein für die Errichtung der King Abdullah Economic City.
- Neue Hauptstadt Ägyptens

### Landwirtschaft
Wassermangel und wenig fruchtbare Böden setzen der landwirtschaftlichen Nutzung natürliche Grenzen. Lebensmittel müssen zu einem hohen Prozentsatz importiert werden: 2011 wurden Lebensmittel für 15 Milliarden US-Dollar eingeführt.
Seit den 1970er Jahren wurden in der arabischen Wüste große Farmen errichtet, in denen bei künstlichem Klima und mit großem finanziellem Aufwand Rinder gezüchtet werden, um das Land unabhängiger von Fleischimporten zu machen (so ist die Al Safi Farm mit wenigstens 37.000 Rindern die größte Kuhfarm der Welt). Darüber hinaus wird praktisch alles mit unterschiedlichem Aufwand angebaut. Besonders viel Wasser verbrauchen dabei die Pflanzen mit langen Vegetationsperioden (Mais, Reis) und die Milchwirtschaft. Das Wasser für die Landwirtschaft stammt aus Wadis, Tiefbrunnen, Oasen und Meerwasserentsalzungsanlagen. Die weltgrößte ist die Ras Al-Khair Power and Desalination Plant. Durch den Ölreichtum gibt es kaum finanzielle Grenzen. Die erst seit dem Ölboom bekannten Tiefbrunnen greifen jedoch auf fossile Ressourcen zurück, die inzwischen bereits zu rund 70 % erschöpft sind. Die erneuerbaren natürlichen Quellen liegen bei etwa 120 m³ pro Jahr und Einwohner (Deutschland: 2080 m³/Jahr). Saudi-Arabien vermeidet dadurch jedoch auch politische Abhängigkeiten, welche der Wasserimport von anderen Ländern wie dem Irak bringen würde.
Das starke Bevölkerungswachstum sowie ein weiterer Ausbau industrieller und landwirtschaftlicher Anlagen würden den Verbrauch von Wasser und Strom um circa 8 % pro Jahr erhöhen. Schätzungen zufolge wären bis 2025 Investitionen von 250 Mrd. US-Dollar notwendig, um den steigenden Verbrauch zu befriedigen.
Seit 2008 wurde die Produktion von Nahrungsmitteln zurückgeschraubt. 2018 trat ein Anbauverbot für wasserintensive grüne Futterpflanzen in Kraft, worauf sich der Wasserverbrauch in der Landwirtschaft bis 2020 nahezu halbierte, von 21,2 Mrd. m³ auf 10,7 Mrd. m³.
Das 2019 gegründete Nationale Zentrum zur Bekämpfung der Wüstenbildung betreibt ein systematisches Aufforstungsprogramm.

## Infrastruktur

### Verkehr

#### Straßenverkehr

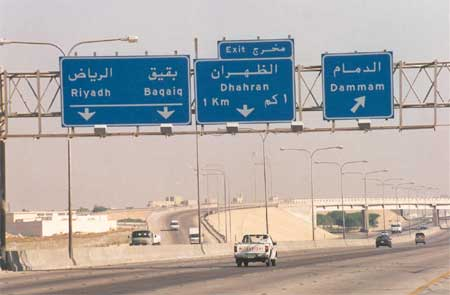
Der Zahran-al-Chubar-Highway

Das Straßennetz ist 221.372 km lang, wovon 47.529 km (inklusive 3891 km Schnellstraßen) befestigt sind. 2013 kamen in Saudi Arabien insgesamt 27,4 Verkehrstote auf 100.000 Einwohner. Zum Vergleich: In Deutschland waren es im selben Jahr 4,3 Tote. Insgesamt kamen damit 7900 Personen im Straßenverkehr ums Leben.

#### Schienenverkehr
Das Schienennetz ist 3500 Kilometer lang und wird von der Saudi Arabia Railways (SAR) betrieben. Die erste Eisenbahnstrecke war die heute stillgelegte Hedschasbahn. Der Eisenbahnverkehr soll stark ausgebaut werden, eine Hochgeschwindigkeitsstrecke von Medina nach Mekka wurde bereits in Betrieb genommen.

#### Luftverkehr
Es gibt zahlreiche internationale Flughäfen, unter denen die wichtigsten folgende sind: Flughafen Dammam, Flughafen Dschidda und Flughafen Riad. Die nationale Fluglinie ist Saudi Arabian Airlines. Etwa die Hälfte aller Reisenden sind Pilger nach Mekka. Da sich Pilgerreisen auf einen Monat im Jahr konzentrieren, wird der nur 100 km entfernte Flughafen von Dschidda für ausländische Pilger entsprechend ausgebaut.

#### Wasserverkehr

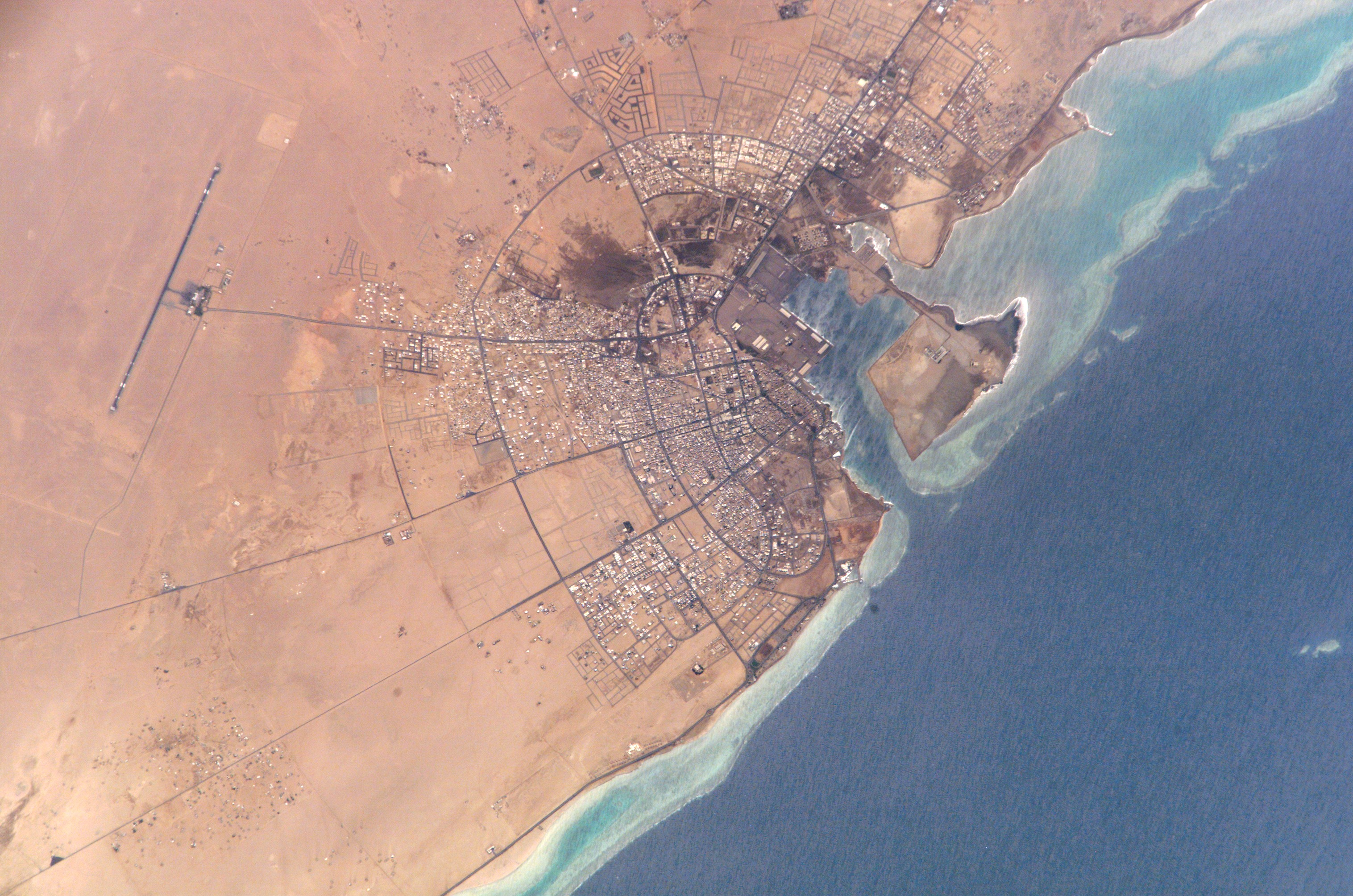
Satellitenfoto der Hafenstadt Yanbu

Eine überragende Stellung nehmen die beiden Ölhäfen Ra's Tanura bei Dammam am Persischen Golf und Yanbu am Roten Meer ein.
Die Küstenschifffahrt ist von großer regionaler Bedeutung für Handel und Verkehr. Ein großer Teil der Pilger aus der Region reist per Schiff über den dafür großzügig ausgebauten Hafen Dschidda zum etwa 100 km entfernten Mekka an.

### Pipelines
Eine Ost-West-Pipeline führt von den Ölfeldern am Persischen Golf nach Yanbu am Roten Meer. Sie ist 2200 Kilometer lang.

## Kultur
Mag der Reichtum das Land äußerlich auch völlig verändert haben, halten die Saudis jedoch unbeirrbar am salafistischen Islam fest. Das Festhalten am dogmatischen Salafi-Islam gilt als wichtiger Garant für das Überleben der Monarchie.
Die Kultur des Landes ist wesentlich vom Islam geprägt. Das Land nimmt in der islamischen Welt eine Sonderstellung ein, da auf dem Staatsgebiet die beiden heiligen Städte Mekka und Medina liegen. Die Kultur und das gesellschaftliche Leben in Saudi-Arabien folgen genau festgelegten Regeln: denen der salafistischen Konfession der islamischen Religion.
Saudi-Arabien versucht, dem Rest der islamischen Welt ein Vorbild in der Auslegung des Korans und der durch die Scharia vorgeschriebenen Lebensart zu sein. Viele Muslime betrachten Saudi-Arabien als vorbildlichen islamischen Staat. Dies zeigt sich in verschiedenen Bereichen des gesellschaftlichen Lebens, etwa beim Kalender. Im Königreich gilt gemäß Artikel 2 seiner Grundordnung die islamische Zeitrechnung. Das Wochenende ist seit dem 28./29. Juni 2013 am Freitag und Samstag, zuvor war der Donnerstag teilweise ein Ruhetag und der Freitag ein kompletter Ruhetag.
Dadurch, dass das Königshaus Al Saud auf seiner Verantwortung gegenüber dem Islam beharrt, waren lange Zeit öffentliche Theater, Kinos und Schauspielhäuser verboten. Seit 2018, in Folge der Saudi Vision 2030, sind Kinos wieder zugelassen. Theater und Schauspielhäuser sollen errichtet werden. Wendet sich das beispielsweise in der Literatur dargestellte Thema der Theologie oder der Darstellung anderer Länder zu, wird es meistens tabuisiert und gilt als verpönt. Seit der Eröffnung von Kinos erlangen diese immer mehr Beliebtheit.

### Veranstaltungen
Das kulturelle Erbe des Landes wird zum Beispiel auf dem alljährlich veranstalteten Dschanadriyya-Kultur-Festival gepflegt. Hier gelangen traditionelle Musik und Tänze zur Aufführung.
Im Zuge der Gesellschaftsreformen werden Musikfestivals seit 2019 in der Wüste geduldet, bei denen keine Geschlechtertrennung in der Öffentlichkeit mehr vorgeschrieben ist.

### Feiertage

#### Nationalfeiertage
| Datum         | Name |
| ------------- | --- |
| 23. September | Nationalfeiertag (اليوم الوطني al-Yaum al-watanī, Tag der Vereinigung von Hedschas und Nedschd zum Königreich Saudi-Arabien) |

Am 23. September 2006 wurde der Nationalfeiertag zu einem offiziellen Feiertag erklärt, an dem alle Behörden und Geschäfte im Königreich geschlossen sind. Alle Missionen und Konsulate des Königreichs im Ausland sind ebenfalls geschlossen.

#### Islamische Feiertage
| Islamisches Datum | Name/Beschreibung                                            |
| ----------------- | ------------------------------------------------------------ |
| 1 Schawwal        | 1. Tag nach dem Fastenmonat Ramadan (ʿĪd al-fitr, عيد الفطر) |
| 10 Dhū l-Hiddscha | ʿĪd al-Adhā Opferfest, Höhepunkt der Wallfahrt, عيد الأضحى   |

Gemäß Artikel 2 der Grundordnung sind das ʿĪd al-fitr und das ʿĪd al-Adhā die einzigen offiziellen Feiertage im Königreich. Sie sind im islamischen Mondkalender festgelegt, weshalb sich ihr Datum im gregorianischen Kalender jedes Jahr ändert.
Das Id al-fitr geht 3 Tage, während das Id al-Adha 4 Tage gefeiert wird.

### Medien
Ein Teil der Medien in Saudi-Arabien gehört dem Staat, darüber hinaus existieren private Medien. Diese werden jedoch durch das saudische Kulturministerium überwacht. Inhalte gegen das Königshaus sind verboten. Jede Zeitung, jedes Magazin und jeder Fernsehsender braucht eine königliche Erlaubnis, um erscheinen und senden zu können.

#### Internet

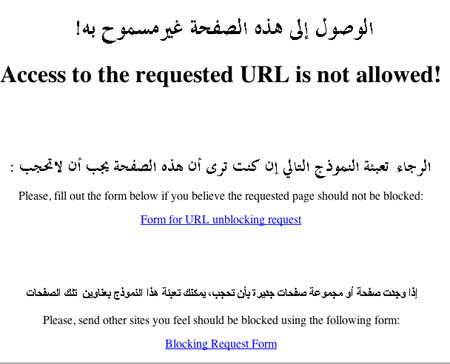
Bildschirmfoto einer zensierten Seite

In Saudi-Arabien ist das Internet seit 1999 über die staatliche Telekommunikationsbehörde KACST verfügbar; es wird von einer speziellen Abteilung überwacht und ist zensiert. Hauptsächlich sind Seiten, die als unmoralisch, unislamisch oder oppositionell eingestuft werden, zensiert. Die saudi-arabischen Behörden geben offiziell an, dass sie den Zugriff auf rund 400.000 Webseiten verhindern. Ihr Ziel ist dabei „die Bürger vor anstößigen Inhalten und solchen Inhalten, die soziale Normen und die Prinzipien des Islams verletzen, zu schützen“. Die gesperrten Seiten beschäftigen sich allerdings primär nicht mit „anstößigen“ oder religiösen Themen, sondern mit politischen Inhalten gegen das Königshaus. Umgehungsversuche werden aufgezeichnet und angezeigt; Internetcafés haben alle eine bestimmte Lizenz zu erwerben und werden regelmäßig von den Behörden kontrolliert.
Im Jahr 2020 nutzten 98 Prozent der Einwohner Saudi-Arabiens das Internet. Gerade für Jugendliche ist es eine der wenigen Unterhaltungsmöglichkeiten aufgrund des Mangels an kulturellen Angeboten. Saudi-Arabien hat eine der höchsten Nutzungsraten von Twitter weltweit.

#### Fernsehen
Das Fernsehen in Saudi-Arabien unterliegt ebenfalls einer Kontrolle durch das Kulturministerium. So kommt es oft vor, dass westliche Filme, Serien und Zeichentrickfilme an einigen Stellen zensiert oder geschnitten werden. Kritik an der Regierung ist ebenfalls verboten und wird unterbunden. Das Fernsehprogramm der religiösen Sender und der staatlichen Sender (Saudi TV) wird fünfmal am Tag während der Gebetszeiten unterbrochen und schaltet live zum Gebet, zur großen Moschee nach Mekka oder Medina.
Die größten Sender im Lande sind:
- Saudi TV 1 (Staatsfernsehen)
- Saudi TV 2 (Staatsfernsehen)
- Ekhbariya TV
- Al Ryadiah TV
- Al Majd TV
- MBC (saudischer Medienkonzern mit mehreren Fernsehsendern, hat seinen Hauptsitz jedoch in der Dubai Media City in Dubai).

Neun saudi-arabische Fernsehsender sind auch über das Satellitenfernsehen zu empfangen. Über Eutelsat Hot Bird (13° Ost), über BADR (26° Ost) und über Eurobird 9 (9° Ost).
Es werden aber auch viele ausländische Sender, vor allem aus den arabischen Nachbarstaaten, empfangen, der beliebteste unter diesen ist der in Katar ansässige Sender Al Jazeera. Dieser unterliegt nicht der Zensur der saudischen Behörden und sendet kontroverse Ansichten und Kritik an der saudischen Regierung. Offiziell ist der Empfang des Senders verboten, saudischen Firmen ist es verboten, Werbung bei Al Jazeera zu buchen. Die saudische Regierung versuchte mehrmals einen mehrheitlichen Anteil an Al Jazeera zu kaufen und somit die Kontrolle über den Sender zu erlangen, scheiterte jedoch dabei. Als Konkurrenz zu Al Jazeera wurde al-Arabiya mit saudischen Geldern gegründet.

#### Zeitungen (Auswahl)
Zeitungen genießen mehr Freiheiten als andere Medien, ihre veröffentlichten Texte werden nicht vor dem Erscheinen geprüft, dürfen aber auch nicht oppositionell sein, in diesem Falle kann das Kulturministerium das Erscheinen der jeweiligen Zeitung verhindern und die Exemplare zurückrufen lassen. Die Texte werden in der Regel nach dem Erscheinen geprüft. Oppositionelle Journalisten werden strafrechtlich verfolgt.
Die größten Zeitungen im Lande sind:
| - Arab News - Al-Watan - Al-Hayat | - Dschazirah - Al-Madina - Asharq al-Awsat - Saudi Gazette | - Al Eqtisadiah - Itidal - Al Saudia Al Yawm |

### Ehe
Die Ehe wird nicht als Sakrament verstanden, sondern als ziviler Vertrag. Dieser Vertrag soll von Zeugen unterschrieben werden und legt eine gewisse Brautgabe fest, die von dem Mann an die Frau zu zahlen ist.
Der Ehevertrag kann auch eine bestimmte Summe festlegen, die im Falle einer Scheidung an die Frau zu zahlen ist, oder bestimmte andere Bedingungen festlegen, z. B. der Frau das Recht zusichern, sich scheiden zu lassen in dem Fall, dass der Mann eine zweite Frau heiratet, oder dass in diesem Fall der Frau das Sorgerecht für die Kinder zusteht. Im Scheidungsfall verbleiben Kinder im Normalfall bei ihrem Vater, Kleinkinder bei der Mutter. Nach islamischem Verständnis sind die intimen Lebensbereiche von heiratsfähigen Frauen und Männern grundsätzlich getrennt; die Ehe ist der einzige Ort, in dem diese Trennung legitimerweise aufgehoben ist. Ein Mann hat das Recht, bis zu vier Frauen zu heiraten.
Heiratswillige Paare müssen sich Gen-Tests unterziehen. Die Tests geben Aufschluss über die mögliche Gefährdung der künftigen Nachkommenschaft durch eine genetisch bedingte Sichelzellen- oder Mittelmeer-Anämie. Die Regierung hat bekannt gegeben, einen HIV-Test ebenfalls als Voraussetzung für die Eheschließung einzuführen.
Die Scheidungsrate im Königreich ist für ein Land im Nahen Osten relativ hoch, fast die Hälfte aller geschlossenen Ehen wird nach drei Jahren geschieden. Im Falle einer Scheidung ist der Mann zum Unterhalt an die Frau verpflichtet, Männer können keine Unterhaltsforderung an Frauen stellen. Nach einer Scheidung muss die Frau mindestens vier Monate warten, um erneut zu heiraten. Das Gesetz ist direkt dem Koran entnommen und soll Missverständnisse bei der Vaterschaft ausschließen.

### Kino
Die konservative Führung des Königreichs hat im Zuge der Re-Islamisierung Anfang der 1980er-Jahre Kinos verboten. Im Dezember 2017 hat die saudische Regierung mitgeteilt, wieder öffentliche Kinos erlauben zu wollen. Am 18. April 2018 wurde das erste Kino des Landes in Riad eröffnet, die US-amerikanische Kette AMC hat dafür die Konzession erhalten. Im Zuge der „Vision 2030“ sollen bis dahin 350 Kinos entstehen.

### Sport
Die beliebteste Sportart ist Fußball, gefolgt von Pferde- und Kamelrennen.

#### Fußball
Die saudi-arabische Fußballnationalmannschaft nahm 1994 erstmals an der Weltmeisterschaft teil und erreichte dort das Achtelfinale. Seither qualifizierte sie sich für jede WM-Endrunde außer 2010 und 2014, schied aber jeweils in der Gruppenphase aus.
Sport für Frauen ist zwar erlaubt, jedoch nur in geschlossenen Komplexen, zu denen Männer keinen Zutritt haben. So finden Frauenfußball-Spiele in geschlossenen Stadien bzw. auf privaten Anwesen statt, zu denen nur Frauen Zutritt haben; auch die Schiedsrichter sind Frauen. Weiblicher Mannschaftssport wird überwiegend privat organisiert. Im Zuge der Olympischen Spiele 2012 in London und der Teilnahme einer saudi-arabischen Springreiterin mehren sich die Forderungen, Mädchensport offiziell zuzulassen und zu fördern. Seit Januar 2018 ist Frauen der Zutritt zu den Sportstadien zu den Fußballspielen saudi-arabischer Mannschaften gestattet.
2006 gewann die Nationalmannschaft von Saudi-Arabien in Deutschland die Fußball-Weltmeisterschaft der Menschen mit Behinderung.
Die Ausrichtung der Endrunde der 25. Fußball-Weltmeisterschaft der Männer 2034 wurde von der FIFA im Dezember 2024 an Saudi-Arabien vergeben.
Die nationale Fußballliga ist die Saudi Professional League. In der Liga treten bekannte Vereine wie al-Nassr FC, die 2023 den Weltstar Cristiano Ronaldo verpflichteten, an.

#### Falkenjagd
Eine weitere, insbesondere unter wohlhabenden Mitgliedern der Gesellschaft, beliebte Sportart ist die Falkenjagd, die eine lange Tradition unter den Beduinenvölkern hat.

#### Rennsport
Ab dem Jahr 2020 veranstaltet die Amaury Sport Organisation (ASO) die Rallye Dakar und die Alula Tour.
Die FIA-Formel-E trug in ihrer fünften Saison erstmals ein Rennen in Saudi-Arabien aus. Dieses erste Rennen fand am 15. Dezember 2018 statt. Austragungsort war der Riyadh Street Circuit in Riad.
In der Formal-1-Saison 2021 wurde zum ersten Mal ein Rennen der Formel 1 in Saudi-Arabien ausgetragen. Das Rennen fand auf dem Jeddah Street Circuit statt.

#### Inklusion
Special Olympics Saudi-Arabien wurde 1994 gegründet und nahm mehrmals an Special Olympics Weltspielen teil.